# Industrielle Revolution

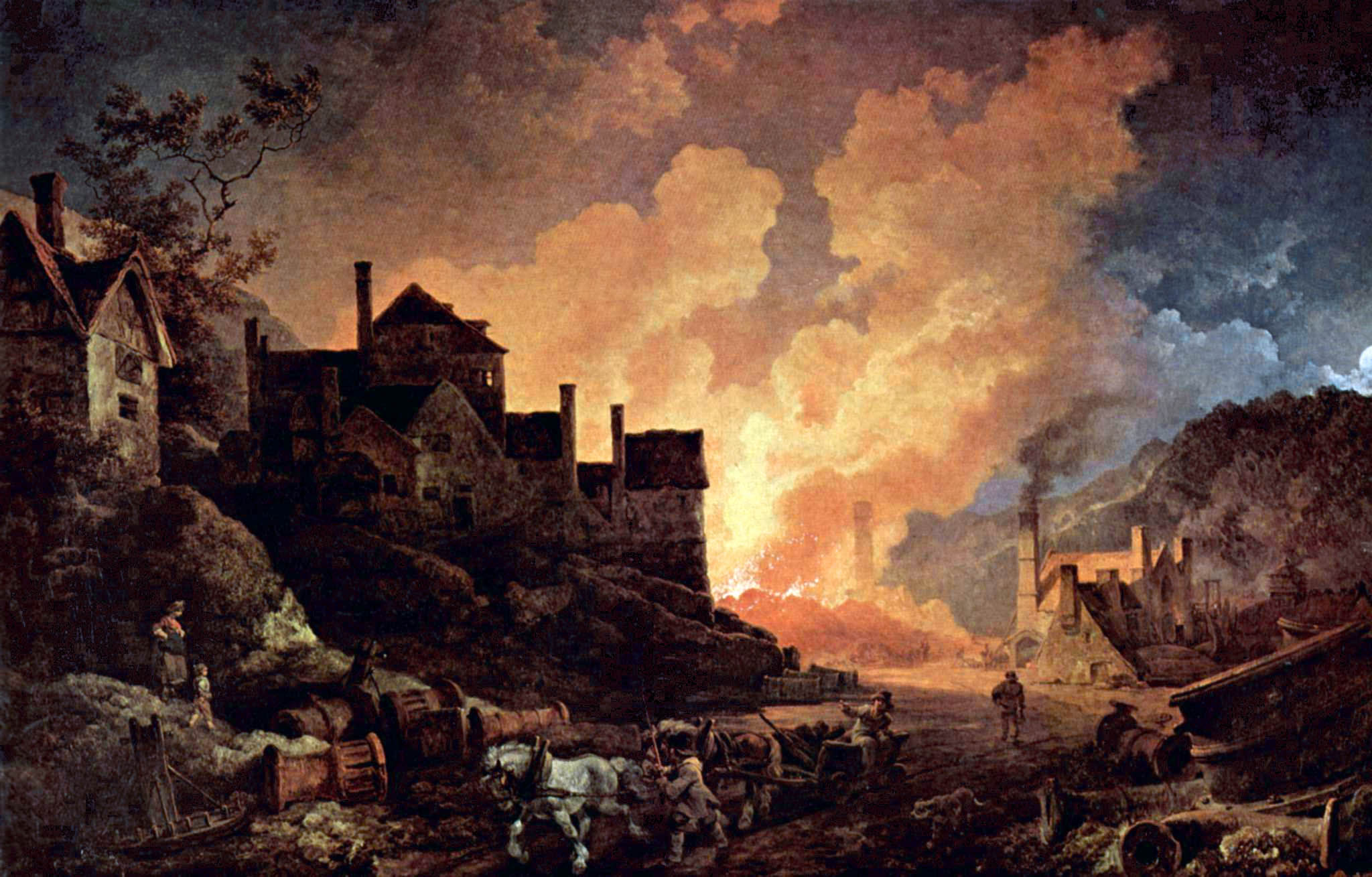
Coalbrookdale by Night. Ölgemälde von Philipp Jakob Loutherbourg d. J. aus dem Jahr 1801. Coalbrookdale gilt als eine der Geburtsstätten der industriellen Revolution, da hier der erste mit Koks gefeuerte Hochofen betrieben wurde.

Als industrielle Revolution wird die tiefgreifende und dauerhafte Umgestaltung der wirtschaftlichen und sozialen Verhältnisse, der Arbeitsbedingungen und Lebensumstände bezeichnet, die in der zweiten Hälfte des 18. Jahrhunderts begann und verstärkt im 19. Jahrhundert, zunächst in England, dann in ganz Westeuropa und den USA, seit dem späten 19. Jahrhundert auch in Japan und weiteren Teilen Europas und Asiens zum Übergang von der Agrar- zur Industriegesellschaft geführt hat. Als wichtigste an dieser Umwälzung beteiligte Gesellschaftsklassen standen sich kapitalistische Unternehmer und lohnabhängige Proletarier gegenüber.
Die Industrielle Revolution führte zu einer stark beschleunigten Entwicklung von Technik, Produktivität und Wissenschaften, die, begleitet von einer starken Bevölkerungszunahme, mit einer neuartigen Zuspitzung sozialer Missstände einherging: Es kam zu einer Teilverlagerung des Pauperismus vom Lande in die Städte, ohne dass hinreichende Wohnunterkünfte vorhanden waren; und in den entstehenden Fabriken, für die Arbeitskräfte gebraucht wurden, konzentrierte sich ein Lohnarbeiterproletariat. Daraus ergab sich als ein gesellschaftspolitisches Kernproblem die soziale Frage, verbunden mit wiederkehrenden Arbeiterunruhen und Bemühungen von Sozialreformern, die akute Not zu lindern und deren Ursachen zu bekämpfen.
In weltgeschichtlicher Perspektive wird der industriellen Revolution eine ähnliche Bedeutung zugemessen wie dem Übergang vom Nomadentum zur Sesshaftigkeit in der Neolithischen Revolution. Bezüglich der industriellen Revolution bildeten sich mit der Zeit zwei Begriffsebenen heraus: Die eine meint die mit der Entstehung der Großindustrie verbundene Epochenbezeichnung, die andere zielt auf einen unabgeschlossenen Prozess fortlaufenden Gesellschaftswandels. Die in vor- und frühindustrieller Zeit am meisten benachteiligten proletarischen Schichten gewannen im weiteren Verlauf der industriellen Revolution auch an Lebensqualität, indem eine große innerstaatliche soziale Ungleichheit zunehmend als Problem begriffen wurde. Breitere Bevölkerungsschichten kamen durch die Arbeit in der Industrie nach organisierten und mehr oder weniger erfolgreichen Arbeitskämpfen zu relativem Wohlstand.
Einige Wirtschaftshistoriker und Sozialwissenschaftler kennzeichneten spätere historische Umbrüche in den Wirtschafts-, Produktions- und Arbeitsformen als zweite und dritte industrielle Revolution (Auch werden technische Fortschritte im Mittelalter, wie der Einsatz von Wassermühlen zum Antrieb von Hämmern, Sägen, Pumpen und Blasebälgen, als „industrielle Revolution“ bezeichnet). Der französische Soziologe Georges Friedmann sprach 1936 erstmals von einer zweiten industriellen Revolution. Er datierte sie auf die Jahrzehnte um 1900 und identifizierte als deren Charakteristika die intensivierte Mechanisierung, den weitverbreiteten Gebrauch von Elektrizität und die Massenproduktion von Gütern (Taylorismus und Fordismus). Die mikroelektronische Revolution seit Mitte der 1970er Jahre wird als technologischer Kern einer neuen, dritten industriellen Revolution angesehen, so zum Beispiel von dem US-amerikanischen Soziologen Daniel Bell. Die Debatte über Industrie 4.0 hat den Begriff „vierte industrielle Revolution“ aufkommen lassen (so etwa auf dem Weltwirtschaftsforum 2015 in Davos). Die technologische Grundlage der beschriebenen Informatisierung der Fertigungstechnik und engeren Vernetzung zwischen Produktion und Logistik ist jedoch weiterhin die Mikroelektronik. Der Industrieforscher Hartmut Hirsch-Kreinsen spricht von einer „zweiten Phase der Digitalisierung“. In jüngerer Zeit wird in der Literatur auch der Begriff einer fünften industriellen Revolution verwendet. Damit ist die umfassende Transformation sämtlicher Wirtschaftssektoren mit dem Ziel der Dekarbonisierung bzw. Klimaneutralität gemeint. Die fünfte industrielle Revolution stellt demnach Nachhaltigkeit, Menschzentrierung und Resilienz in den Mittelpunkt. Im Unterschied zu den vorhergehenden industriellen Revolutionen, die durch einzelne Leittechnologien wie Dampfmaschine, Elektrifizierung oder Digitalisierung geprägt waren, beschreibt die fünfte industrielle Revolution eine branchenübergreifende Umstellung auf erneuerbare Energiequellen und klimaneutrale Produktionsweisen.
Die Chemiker und Atmosphärenforscher Paul Crutzen und Eugene Stoermer haben im Jahr 2000 vorgeschlagen, den Zeitraum seit Beginn der Industriellen Revolution als neue Epoche der Erdgeschichte unter der Bezeichnung Anthropozän aufzufassen, da der menschliche Einfluss auf den Planeten seither immer größere Bedeutung bekommt.

## Begriffsgeschichte
Der Begriff der industriellen Revolution kam ursprünglich als Analogie zur Französischen Revolution in Gebrauch. Die Veränderungen der gewerblichen Produktionsformen vor allem in Großbritannien erschienen epochal ähnlich bedeutsam wie der politische Wandel in Frankreich. In diesem Sinne wurde der Begriff zum Beispiel 1827 in einem Bericht der Zeitung Le Moniteur Universel verwendet und ebenso 1837 durch Adolphe Jérôme Blanqui. Dessen Kurzformel „Kaum dem Gehirn der beiden genialen Männer Watt und Arkwright entsprossen, nahm die industrielle Revolution von England Besitz“ gilt mit dem heutigen wirtschaftshistorischen Forschungsstand allerdings als unvereinbar: „Die Sicht der industriellen Revolution als einer Heldengeschichte großer Erfinder bedarf dringend einer Revision“, schrieb 1996 Pierenkemper.
Erstmals als Prozess- und Epochenbegriff verwandte den Terminus industrielle Revolution 1839 der belgische Ökonom und Publizist Natalis Briavoinne in seinem zweibändigen Werk De l'Industrie en Belgique („Über die Industrie in Belgien“). Außerhalb des frankophonen Sprachraums finden sich erste Erwähnungen 1843 bei Wilhelm Schulz in Die Bewegung der Produktion und 1845 in der Schrift Die Lage der arbeitenden Klasse in England von Friedrich Engels. Auch Engels verglich die politische Revolution in Frankreich mit der industriellen Entwicklung in Großbritannien. Für ihn war die industrielle Revolution eine Epochenzäsur: „Die industrielle Revolution hat für England dieselbe Bedeutung wie die politische Revolution für Frankreich und die philosophische Revolution für Deutschland“.
Während der Begriff hier auf die von England ausgehende industrielle Entwicklung begrenzt wurde, hatte Schulz ihn auch bereits auf frühere Epochen angewandt. Darin folgte ihm vor allem die angelsächsische Tradition, z. B. John Stuart Mill. Dieser verwandte den Begriff 1848 zur Kennzeichnung jedes schnellen technologischen und sozialen Wandels. Allgemeine Verbreitung fand der Begriff durch Arnold Toynbee (1852–1883), dem man deshalb lange auch die Prägung des Begriffs zugeschrieben hat. Im 20. Jahrhundert trat das Begriffsverständnis im Sinne von „Zeitalter der Industrialisierung“ stärker hervor.
Unter Historikern üblich ist die Verwendung des Begriffs industrielle Revolution für das Geschehen auf der britischen Hauptinsel etwa zwischen 1750 und 1850, während ansonsten von Industrialisierung gesprochen wird, sofern in einer Volkswirtschaft ein über mehrere Jahrzehnte stetig anhaltendes Pro-Kopf-Wachstum der realen Erzeugung von mehr als 1,5 Prozent vorliegt.

## Entstehungsbedingungen in Großbritannien

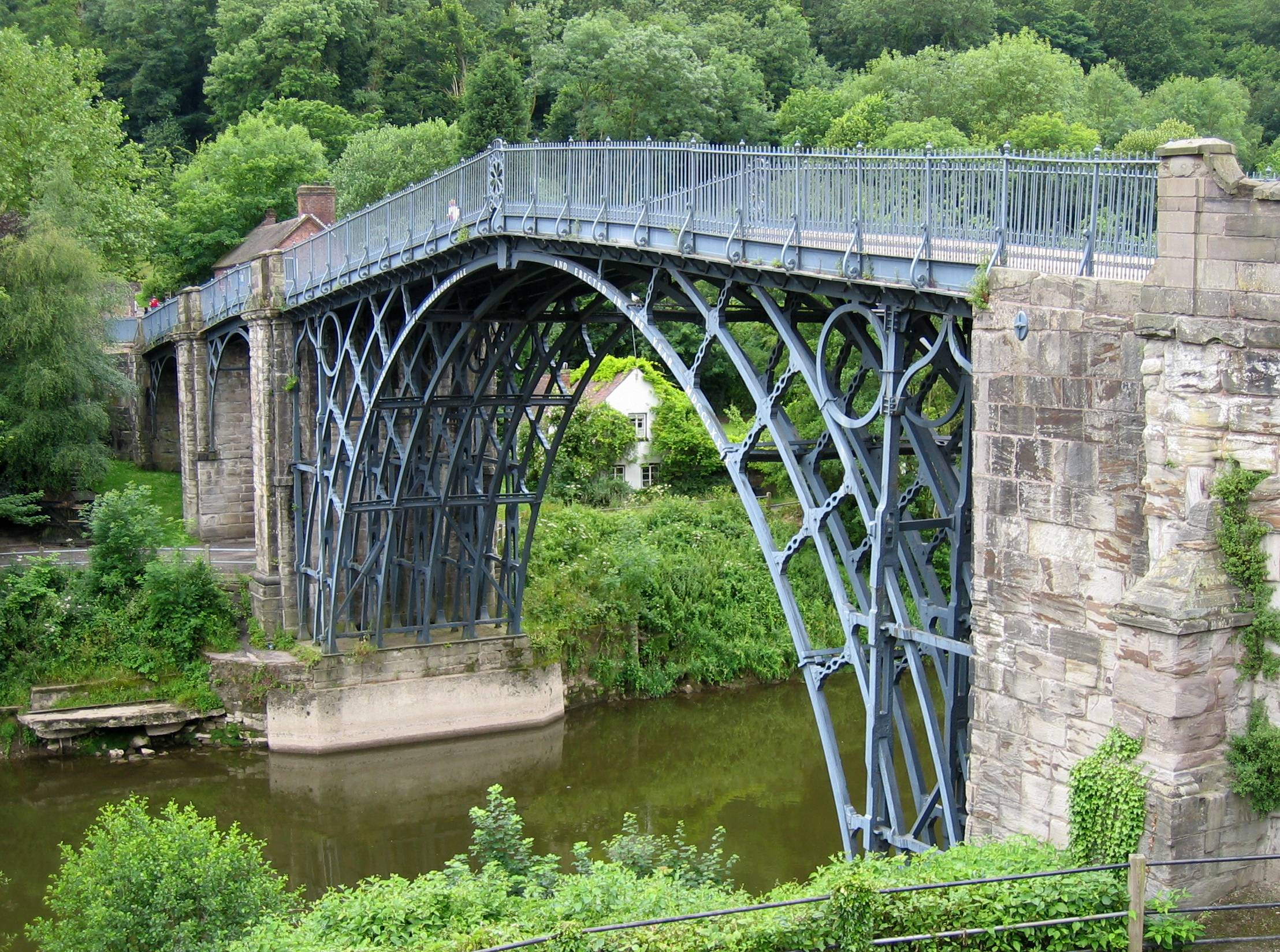
Gusseiserne Brücke in Shropshire

Es hat sich als eher zweifelhaft erwiesen, spezifische einzelne Ursachen der Industriellen Revolution bestimmen zu wollen. Nicht wenige davon haben auch andernorts bestanden, etwa in den Niederlanden, in Nordfrankreich oder in Zentraljapan, sodass auch umgekehrt gefragt worden ist, warum es nicht in einer dieser Regionen zu einer derartigen Umwälzung kam.
Für das Vereinigte Königreich lässt sich ein Bedingungsgefüge aufzeigen, innerhalb dessen einzelne Faktoren spezifisch bedeutsam waren. Anzuführen sind:
- eine vorausgegangene, viele Jahrzehnte währende Friedensperiode;
- ein einheitliches Wirtschaftsgebiet ohne Zollschranken in Insellage;
- eine auf Großgrundbesitz ausgerichtete, verhältnismäßig produktive Landwirtschaft mit Arbeitskräfteüberschuss;
- eine für Verkehr und Transporte günstige Geographie und ergiebige, leicht erschließbare Kohlevorkommen;
- der für Rohstoffimport und Absatzmärkte sorgende Kolonienbesitz samt umfänglichem Kolonialhandel (teils als Tauschhandel);
- die entwickelte Feinmechanik und Werkzeugmacherei;
- eine partiell verbreitete Unternehmermentalität, besonders in einigen religiösen Milieus.

Von eigener Bedeutung für den kontinuierlichen industriellen Aufschwung war zum einen die auf relativ breite Kreise sich stützende Binnennachfrage für den gehobenen Bedarf, war zudem der bereits fortgeschrittene Überseehandel insbesondere mit Nordamerika und im Weiteren die Ausbildung einer Technikkultur, basierend auf einem durch das britische Patentrecht flankierten Innovationsstrom. Zwar gab es auch in Frankreich tatkräftige Erfinder in großer Zahl, doch stellten diese ihre Innovationen vornehmlich anderen Gelehrten vor, während die englischen Neuerungen oft direkt in die industrielle Produktion einflossen.
Bereits am Vorabend der Industriellen Revolution lag der Lebensstandard in Westeuropa verbreitet deutlich über dem Subsistenzniveau und war im Vergleich zu anderen Weltregionen beachtlich. Dieser relative Reichtum war in Großbritannien besonders ausgeprägt, „ein Produkt der bereits mindestens zweihundert Jahre andauernden ‚ursprünglichen’ Akkumulation.“ Nach Buchheim waren die vorindustriellen Produktivitätsfortschritte der britischen Wirtschaft im 18. Jahrhundert erstmals so groß, dass trotz wachsender Bevölkerung ein Überschuss an „freien“ Ressourcen blieb, der zur Initiierung eines neuartigen, anhaltenden Wachstumsprozesses genutzt werden konnte. Damit eröffnete sich auf lange Sicht ein Ausweg aus der malthusianischen Armutsfalle. Das milde Klima in England begünstigte den Prozess; es gab weniger Hungersnöte (oft verursacht durch Kältewellen, Hitzewellen und andere Klimaextreme) als in anderen Teilen Europas.

## Landwirtschaftlicher Vorlauf
Wichtige Merkmale einer vorweg begonnenen und begleitenden „landwirtschaftlichen Revolution“ waren die Fruchtwechselwirtschaft, die Ausdehnung des Futterbaus und der Winterstallfütterung sowie die planmäßige Zuchtverbesserung und Ertragssteigerung des Viehbestandes. Vor dem Hintergrund einer steigenden Nahrungsmittelnachfrage infolge Bevölkerungswachstums verstärkten sich im 18. Jahrhundert die Bestrebungen einflussreicher Grundbesitzer im englischen Parlament, die zur allgemeinen Nutzung zur Verfügung stehende Allmende durch entsprechende gesetzliche Regelungen (Private Acts of Parliament) den jeweils eigenen Besitzungen gegen eine Ausgleichszahlung zuzuschlagen. Bedeutenden Anteil an der landwirtschaftlichen Produktivitätssteigerung hatte zudem das Ersetzen menschlicher Arbeitskraft durch die von Pferden. Zwischen 1700 und 1850 verdoppelte sich in England der Pferdebestand.
Die Auflösung der Allmenderechte (englisch Commons) im Rahmen des Enclosure Movement („enclosures“, Einhegungen) ermöglichte eine effizientere und weniger arbeitsintensive Nahrungsmittelproduktion. Die Kleinbauern aber kostete die Privatisierung des Gemeindelandes sowohl die Weiden als Futtergrundlage für ihr Vieh als auch die ihnen zugänglichen Wälder, aus denen sie sich vordem Brennholz und Rohmaterial für ihre Arbeitsgeräte beschaffen konnten. Ein erheblicher Anteil der landwirtschaftlich Beschäftigten konnte in dieser Lage den eigenen Lebensunterhalt im Agrarbereich nicht mehr erwirtschaften und strömte auf der Suche nach existenzsichernder Beschäftigung in die Städte (Landflucht). Diese Menschen gehörten mit zum Reservoir einer industriellen Lohnarbeiterschaft, die für die Fabrikarbeit gebraucht wurde.

## Wirtschaftswandel im Zeichen des technischen Fortschritts
Nicht als nationale, sondern als regionale Erscheinung kam die industrielle Revolution in Gang. Nur wenige, eng umgrenzte Regionen standen am Anfang der Entwicklung. „Die Wiege der Industrialisierung Englands stand in der Grafschaft Lancashire“, heißt es bei Pierenkemper. Auch dort war es wiederum nur der südliche Teil, der mit seiner seit dem 16. Jahrhundert entwickelten Textilindustrie mit Baumwolle am Ende des 18. Jahrhunderts zur industriellen Produktionsweise überging, während das auf Leinenproduktion spezialisierte westliche Lancashire und der nordöstliche Teil der Grafschaft mit seinem Wolltuchgewerbe dahinter zurückblieben.
Es war der technische Fortschritt in der britischen Baumwollindustrie, die zwischen 1780 und 1790 eine jährliche Wachstumsrate von mehr als 12 % erreichte, eine danach in dieser Branche nie wieder aufgetretene Größe. Dazu trug erheblich bei, dass die Haupthandelsströme sich von den Binnenmeeren wie Mittelmeer und Ostsee auf den Atlantik verlagert hatten, was von englischen Handelshäusern intensiv genutzt wurde. Nach 1750 stieg das britische Außenhandelsvolumen dramatisch an, wobei Baumwolle sowohl für die Exporte wie für die Importe von überragender Bedeutung war. Anfang des 19. Jahrhunderts entfiel annähernd die Hälfte der britischen Exporte auf Baumwollprodukte, während Rohbaumwolle ein Fünftel der Importe ausmachte: „King Cotton“ galt als Herrscher über die englische Wirtschaft.

### Beginnendes Maschinenzeitalter

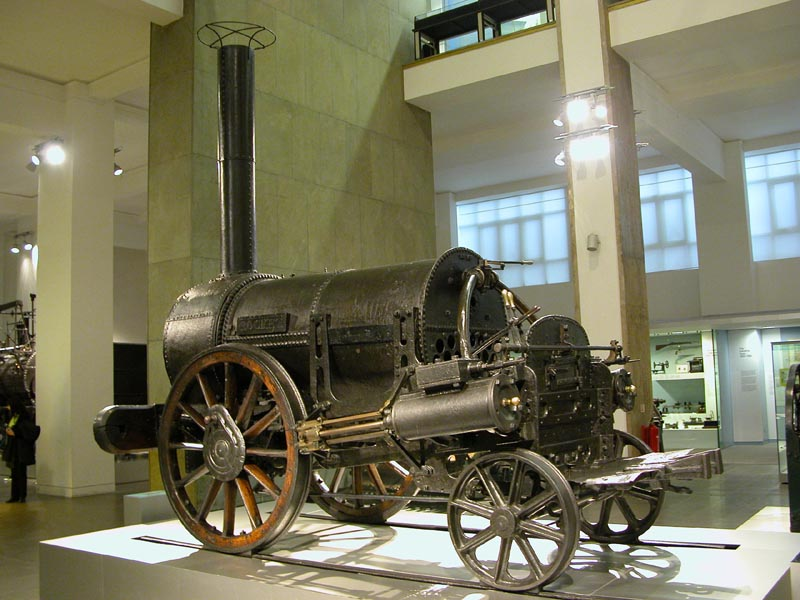
Lokomotive „The Rocket“ von George und Robert Stephenson von 1829 im Londoner Science Museum

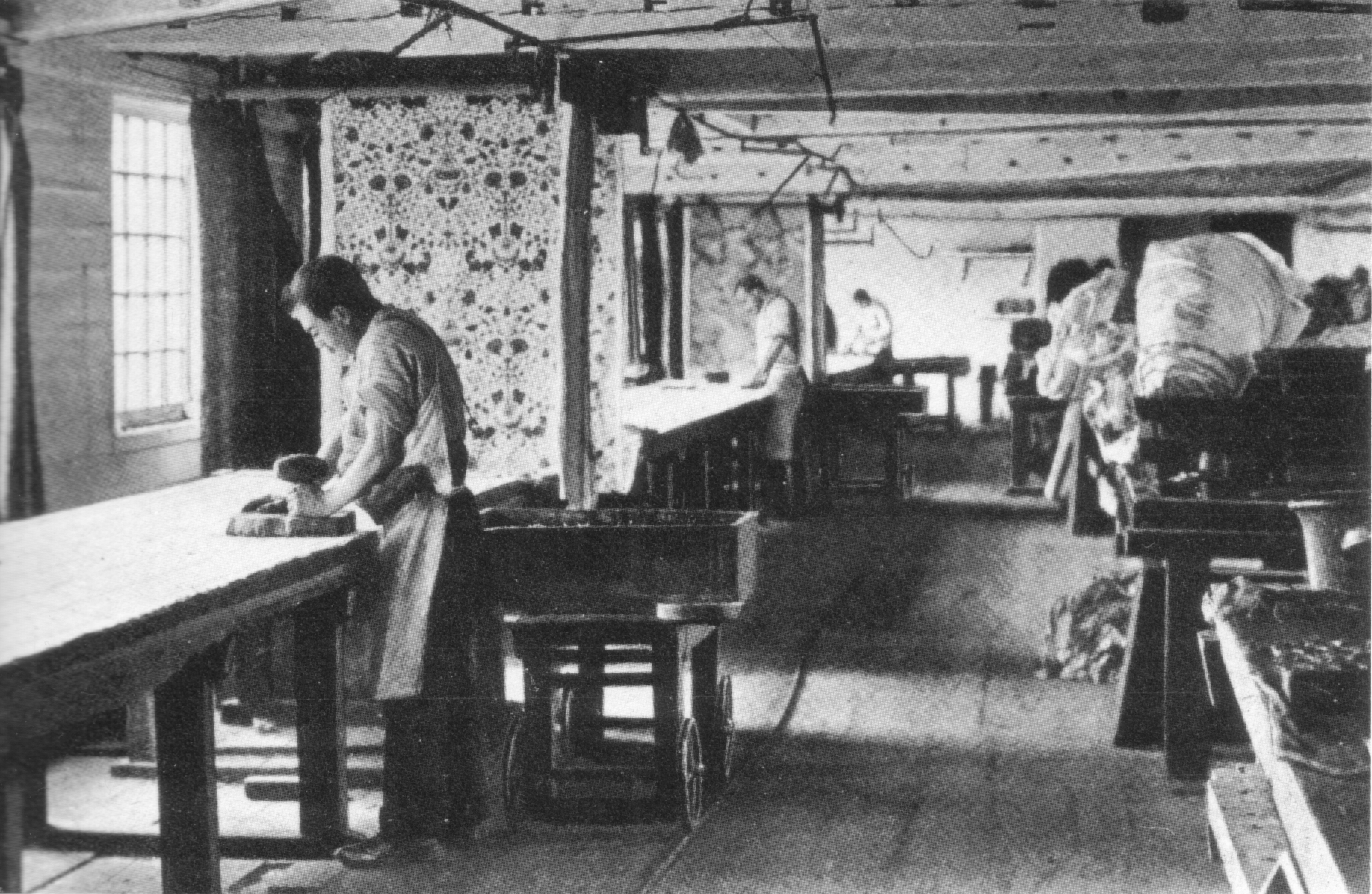
Textildruck, 1890

Die seit Mitte des 18. Jahrhunderts zunehmende Anzahl von mechanischen Erfindungen und die neuartige Nutzung nicht-menschlicher Energie kam insbesondere in dem als Schlüsselindustrie fungierenden Textilgewerbe produktiv zur Geltung. David S. Landes fasst den technischen Kerngehalt der Industriellen Revolution in drei Prozessen zusammen: 1. die Mechanisierung von Handarbeit durch Maschinen, 2. die mechanische Energieerzeugung und Energieumwandlung vor allem durch die Dampfmaschine, 3. die massenhafte Verwendung der mineralischen Grundstoffe Kohle und Eisen.
Nach Werner Heisenberg basierte die Technik des späten 18. und frühen 19. Jahrhunderts auf der Verwendung mechanischer Prozesse. Technische Erfindungen wie die Spinning Jenny und der mechanische Webstuhl erlaubten die maschinelle Textilverarbeitung und schufen die Grundlage für das entstehende Fabriksystem, eine auf innerbetrieblicher Arbeitsteilung und Maschinennutzung beruhende neue Produktionsform (Industriekapitalismus). Die Textilindustrie gab Anstoß zur Entstehung und Entwicklung weiterer Industriezweige.
Erste Beispiele für die durch Maschinen ermöglichte Produktionssteigerung waren Spinnmaschine und mechanischer Webstuhl, für Marx die bedeutendste Erfindung der Industriellen Revolution. Ihr Mechanismus bewirke „mit seinen Werkzeugen dieselben Operationen (…), welche früher der Arbeiter mit ähnlichen Werkzeugen verrichtete“. Neben der Textilindustrie fanden Werkzeugmaschinen vornehmlich in der metallverarbeitenden Industrie Verbreitung. Oft imitierten die Maschinen nur die Aktivitäten der menschlichen Hand. Diese Art von Technik konnte als eine Fortsetzung und Erweiterung der alten Handwerke (wie beispielsweise Weben, Spinnen, Lastentransport oder Eisenschmieden) betrachtet werden.
Als wichtigste Maschine der Industriellen Revolution und zugleich ihr Symbol wird gemeinhin die Dampfmaschine angesehen. Sie ersetzte mit der Zeit weitgehend die wesentlich unbeständigeren bzw. leistungsärmeren herkömmlichen Antriebskräfte, die auf dem Einsatz von Menschen und Tieren sowie auf der Nutzung von Windkraft und Wasserkraft beruhten. Ebenfalls sehr wichtig war die allmählich aus früheren Schienenwegen entwickelte und mit Dampflokomotiven als Zugmaschine versehene Eisenbahn, die eine enorme Effizienzsteigerung im Transportwesen ermöglichte. Erst mit Dampflokomotiven wurde der Transport von Waren sowohl beschleunigt als auch erheblich verbilligt, was insbesondere bei zuvor praktisch nur per Schiff transportablen Massengütern wie Kohle von großer Bedeutung war. Die allmähliche Verbreitung der Dampfmaschine sowie die bessere Verfügbarkeit von Rohstoffen infolge der Transportrevolutionen führte zu einer rasanten Ausweitung der Industrieproduktion. So wurde z. B. die Textilindustrie zunehmend von Kleinproduktionsstätten (Heimarbeit) in große Fabriken umgelagert, wo Spinnmaschinen und maschinelle Webstühle schnell und kostengünstig die auf dem europäischen Kontinent begehrten Stoffe herstellten.
Als Folge mechanisierter Produktion stieg die Nachfrage nach Brennstoffen weiter an, wodurch der Kohleabbau lukrativer und durch technische und organisatorische Verbesserungen immer produktiver wurde. Eine weitere wichtige technische Errungenschaft war die Implementierung des Kokshochofens zur Eisenverhüttung, wodurch allmählich der Übergang vom traditionell mit Holzkohle erschmolzenem Roheisen auf Koksroheisen gelang. Pionier war hierbei Abraham Darby, es dauerte einige Jahrzehnte, bis dieses Verfahren gängige Praxis wurde. Durch fortschreitende Spezialisierung brachte die Industrialisierung im Zusammenhang mit der kapitalistischen Kommerzialisierung in einem bis heute anhaltenden Prozess immer neue Gewerbe hervor.

### Spinnmaschine und mechanischer Webstuhl
Im 18. Jahrhundert waren zwei Kleidergarnituren für das einfache Volk noch ein Luxus; kostengünstigere Textilherstellung versprach den Produzenten aber Möglichkeiten zur Absatzsteigerung. 1760 wurden in England etwa 1.300 Tonnen Baumwolle verarbeitet; 1860 waren es 190.000 Tonnen – eine Steigerung auf fast das Hundertfünfzigfache. Bis zur Mitte des 18. Jahrhunderts wurde der größte Teil der aus den Kolonien importierten Baumwolle in Heimarbeit verarbeitet: Die ganze Familie war beschäftigt. Doch ein Weber konnte mehr Garn verarbeiten, als vier Spinner(innen) in derselben Zeit von Hand herzustellen vermochten. Die Nachfrage an Garn führte dazu, dass der Preis enorm anstieg und dass Preise für Erfindungen zur Erhöhung und Qualitätsverbesserung der Garnproduktion ausgesetzt wurden.

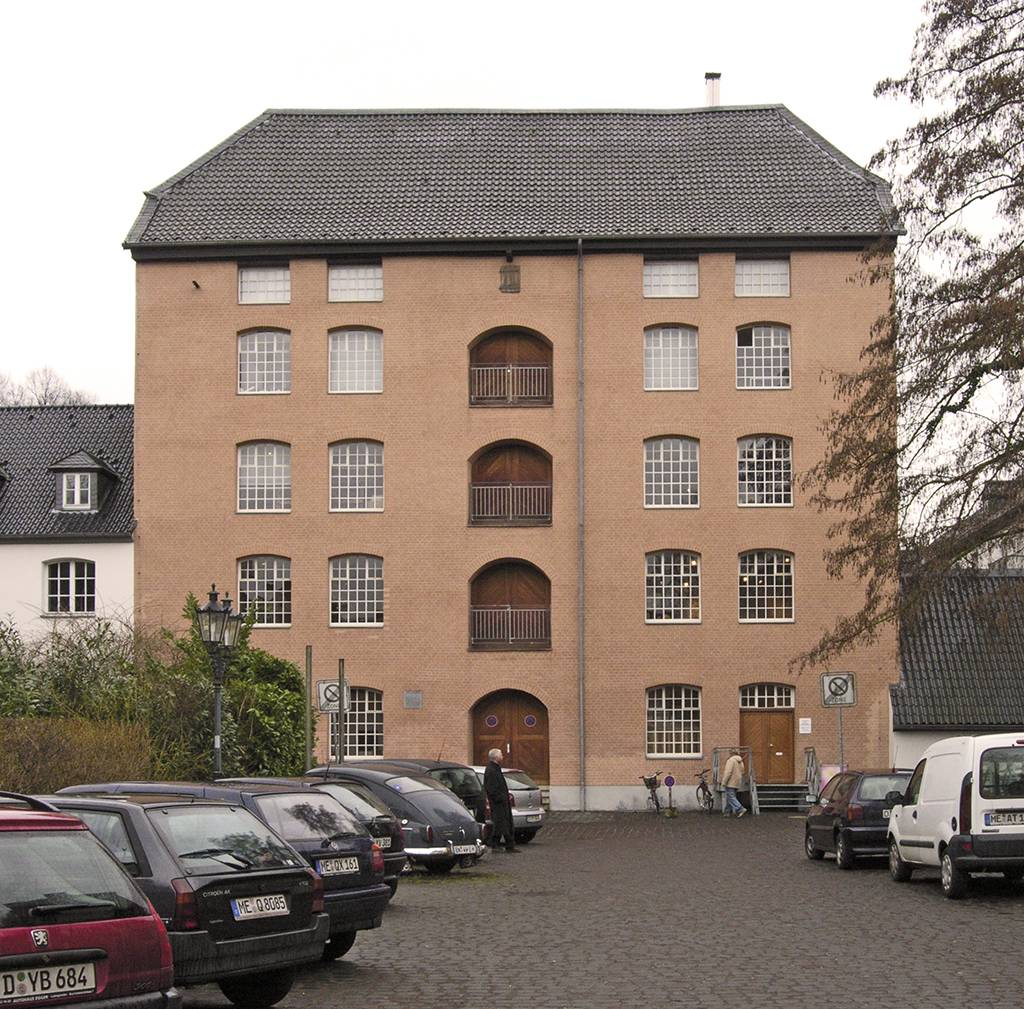
Die Ratinger Textilfabrik Cromford gilt als erste Fabrik auf dem europäischen Kontinent.

Die Entwicklung einer Spinnmaschine 1764 durch James Hargreaves, der sie vermutlich nach dem Diminutiv „Jenny“ für Maschine „Spinning Jenny“ benannte, stand am Beginn der technologischen Revolution in England. Nur fünf Jahre später entwickelte Richard Arkwright die Waterframe, welche mit Wasserkraft betrieben wurde. Durch diese Kombination konnte der Techniker Samuel Crompton 1779 mit einer Weiterentwicklung noch viel feineres Garn herstellen. Anfangs gegenüber Ausländern geheim gehalten und in England durch Patente geschützt, wurde die Waterframe 1783 mittels Industriespionage für die deutsche Textilfabrik Cromford kopiert, die 1783 vom Elberfelder Geschäftsmann Johann Gottfried Brügelmann in Ratingen gegründet wurde; von dort aus verbreitete sich das mechanisierte Spinnen über den europäischen Kontinent, später auch in die USA.
Die Produktion wurde nochmals enorm gesteigert, als die Dampfmaschine die Wasserkraft ablöste. In dieser Phase entwickelten sich das nördliche Rheinland und die Region Chemnitz zu den wachstumsintensivsten Regionen Europas. 
Das Ergebnis war, dass ein Spinner zu Beginn des 19. Jahrhunderts soviel Garn erzeugen konnte wie 200 Arbeiter vor der Erfindung der „Jenny“. Das bedeutete das Ende der Heimindustrie – sie konnte nicht mehr mit den größeren, dampfbetriebenen Maschinen Schritt halten. Anfang des 19. Jahrhunderts befanden sich davon etwa 100.000 in den entstandenen Spinnfabriken. Der Preis des Garns sank enorm. Ergebnis: Die billig gewordenen Baumwolltextilien fanden in England mehr Absatz und machten 1830 mehr als die Hälfte der englischen Exporte aus.
Anders sah es mit der Erfindung der bei der Baumwollernte benutzten Egreniermaschine (Cotton Gin) aus: Davor war das Säubern der Ernte so aufwändig, dass die Baumwollernte selbst unter Sklaveneinsatz nicht wirklich rentabel war. Mit der Erfindung der Cotton Gin konnte die Baumwolle in so großen Mengen verarbeitet werden, dass die Ernte rentabel wurde. Dies löste eine große Nachfrage an Sklaven als Arbeitskräften aus.
1830 erfand der Engländer Richard Roberts, einer der findigsten Maschinenbauer seiner Zeit, nach fünfjähriger Entwicklungszeit die erste vollständig selbsttätige, also ohne menschliche Antriebskraft und nur mit Wasser- oder Dampfkraft zu betreibende arbeitende „Selfacting Mule“ (deutsch: „Selfaktor“). Die hochkomplexe Spinnmaschine hatte eine um etwa 20 % höhere Produktionsleistung als die bis dahin bekannten Spinnmaschinen, war aber auch teurer und brauchte mehr Antriebsenergie, die in der Frühzeit der Dampfmaschine noch relativ knapp war. Die Hoffnung der Unternehmer, sich mit dieser Maschine gänzlich unabhängig von den sehr selbstbewussten Mule-Spinnern zu machen und an Stelle derer ungelernte Kräfte einsetzten zu können, erfüllte sich allerdings nicht. Zur Einstellung, Bedienung und Wartung der neuen Selfaktoren waren weiterhin relativ qualifizierte Arbeitskräfte erforderlich.
Die Weberei blieb gegenüber der Modernisierung in der Spinnerei lange zurück – bis 1784 der Londoner Pfarrer Edmond Cartwright den mechanischen Webstuhl erfand. Dessen endgültige Durchsetzung brauchte etwa 50 Jahre: 250.000 Handweber leisteten aus Angst um Beruf und Existenz Widerstand, bis hin zum Niederbrennen von Fabriken. Industrielle und Konsumenten, die von den neuen Produktionsweisen profitierten, behielten aber schließlich die Oberhand.

### Energiebasis: Regenerative Energien und Dampfmaschine
|      | Wind   |      | Wasser  |      | Dampf     |      | Total     |
| Jahr | PS     | %    | PS      | %    | PS        | %    | PS        |
| ---- | ------ | ---- | ------- | ---- | --------- | ---- | --------- |
| 1760 | 10.000 | 11,8 | 70.000  | 82,3 | 5.000     | 5,9  | 85.000    |
| 1800 | 15.000 | 8,8  | 120.000 | 70,6 | 35.000    | 20,6 | 170.000   |
| 1830 | 20.000 | 5,7  | 165.000 | 47,1 | 165.000   | 47,1 | 350.000   |
| 1870 | 10.000 | 0,4  | 230.000 | 10,0 | 2.060.000 | 89,6 | 2.300.000 |
| 1907 | 5.000  | –    | 178.000 | 1,8  | 9.659.000 | 98,1 | 9.842.000 |

Animation einer doppelt wirkenden Dampfmaschine mit Fliehkraftregler

Die Industrielle Revolution wird von Nichthistorikern häufig mit der Dampfmaschine gleichgesetzt; eine Vorstellung, die von Wirtschaftshistorikern zurückgewiesen wird. Zwar stellt die Dampfmaschine und insbesondere die Dampflokomotive das Symbol der Industriellen Revolution dar, sie war jedoch nicht Auslöser des Industrialisierungsprozesses, zumal ihr Beitrag als Kraftquelle zunächst nur von untergeordneter Bedeutung war. In der ersten Phase der Industriellen Revolution blieb damit die Energiebasis weitgehend gleich. Hauptkraftquelle bei der Gütererzeugung war die Wasserkraft, daneben waren die Menschen auf die eigene Körperkraft sowie Windkraft und tierische Energie angewiesen.
Zwar löste die Dampfmaschine nach ihrem langwierigen Durchsetzungsprozess, der von ersten Experimenten im ausgehenden 17. Jahrhundert bis in die zweite Hälfte des 19. Jahrhunderts dauerte, schließlich das vorhandene Energieproblem, allerdings wurden auch weiterhin die Kräfte der Natur genutzt, da sie, gerade außerhalb der Kohlereviere, häufig noch günstiger waren. In Großbritannien stellten Wind- und Wasserkraft noch um 1830 über die Hälfte der installierten Leistung, in Deutschland erreichten diese ihren Höhepunkt sogar erst in den 1880er Jahren, also zur Zeit der Hochindustrialisierung.
Die erste industriell nutzbare Dampfmaschine wurde 1712 von Thomas Newcomen konstruiert und diente zur Wasserhaltung in einem Bergwerk. Obwohl die Newcomensche Maschine der von Thomas Savery Ende des 17. Jahrhunderts konstruierten Dampfmaschine deutlich überlegen war, betrug der Wirkungsgrad lediglich 0,5 Prozent. John Smeaton gelang es später, den Wirkungsgrad auf ein Prozent zu erhöhen. Anschließend erreichte James Watt – basierend auf Vorarbeiten von Denis Papin – drei Prozent Wirkungsgrad, indem er die Kondensation des Wasserdampfes in einen separaten Behälter, den Kondensator verlegte. Watt erhielt 1769 ein Patent auf die Dampfkondensation außerhalb des Zylinders, zunächst für sechs Jahre. Watts Geschäftspartner, Matthew Boulton, nutzte nachfolgend seine Beziehungen zu Mitgliedern des britischen Parlaments und erreichte eine Verlängerung des Patentes auf 30 Jahre, bis zum Jahr 1800. Beide behinderten bis zum Ablauf des Patentes erfolgreich die Weiterentwicklung der Dampfmaschine durch konkurrierende Ingenieure. So verklagten sie Jonathan Hornblower, dessen Verbunddampfmaschine eine weitere Steigerung des Wirkungsgrads ermöglichte, wegen Patentverletzung und konnten so deren Weiterentwicklung stoppen.

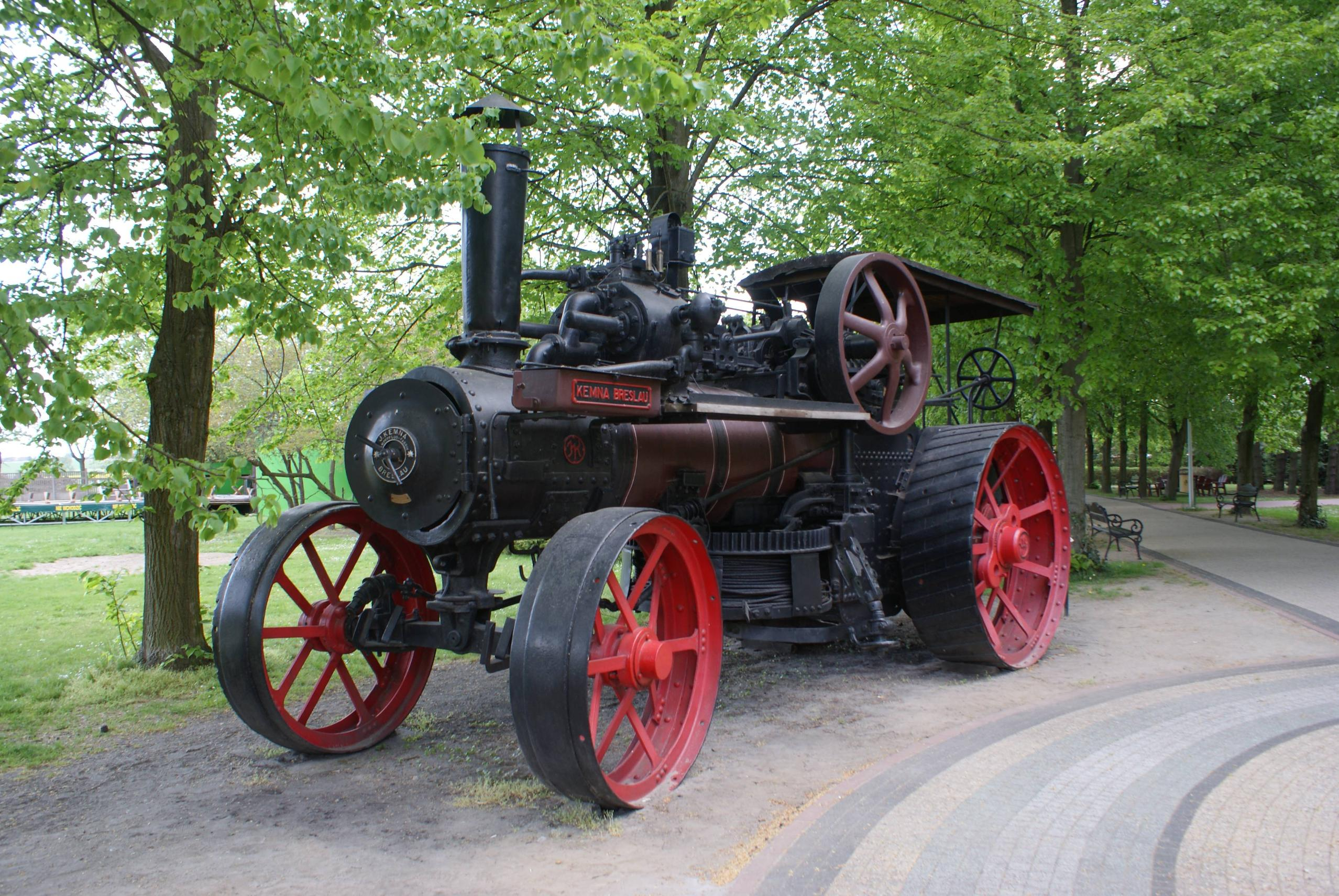
Ein Kemna-Dampftraktor, basierend auf den Erkenntnissen Fowlers

Eine Verbesserung der Effizienz gegenüber der wattschen Dampfmaschine brachte auch die Hochdruckdampfmaschine, welche 1784 von Oliver Evans konstruiert wurde. Richard Trevithick baute unmittelbar nach Ablauf des wattschen Patentes eine solche Maschine in ein Straßenfahrzeug ein. Voraussetzung für die Funktionsfähigkeit der Hochdruckdampfmaschinen war der Fortschritt in der Metallherstellung und -bearbeitung zu dieser Zeit.
Ab 1804 wurden durch Arthur Woolf wieder Verbunddampfmaschinen produziert und weiterentwickelt. Beiträge verschiedener Ingenieure führten in den nachfolgenden Jahrzehnten zu weiteren Verbesserungen und damit auch einer Ausweitung der Anwendungsgebiete. Parallel dazu wurden ebenso Wasserkraftanlagen und Windmühlen ausgebaut und auch technisch weiter verbessert. Die massenhafte Verbreitung der Dampfmaschine erfolgte selbst in England, dem Mutterland der Industrialisierung, erst ab den 1860er Jahren. In anderen Staaten wie Frankreich oder den USA, wo die Wasserkraft eine große Rolle spielte, erfolgte die weite Verbreitung erst ab den 1870er Jahren. Anschließend wurde die Dampfmaschine zur wichtigsten Arbeitsmaschine in verschiedensten Bereichen und wurde unter anderem zum Antrieb von Pumpen, Hämmern, Gebläsen und Walzen genutzt.

### Mit Kohle und Eisen zur Schwerindustrie

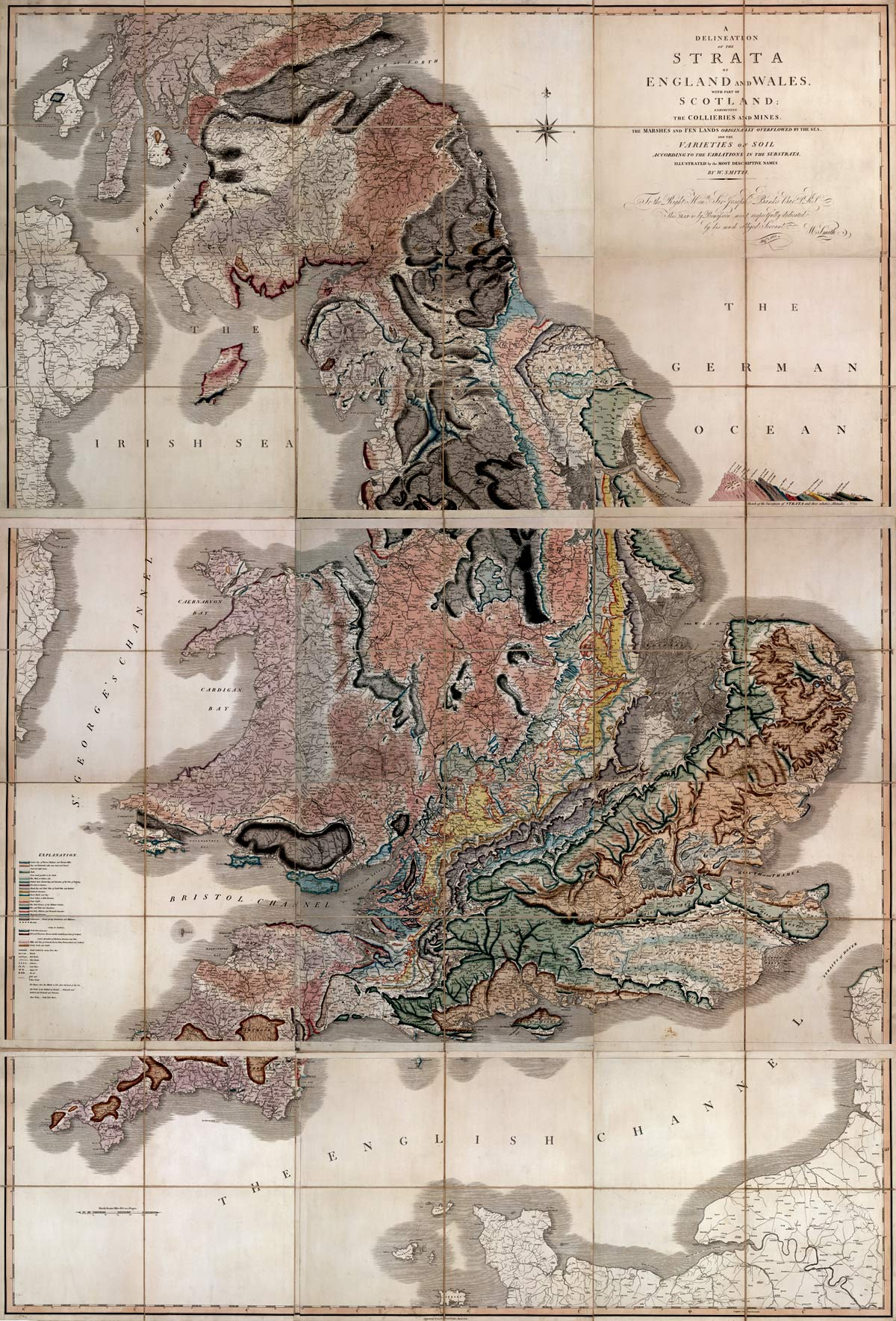
Erste geologische Karte für Großbritannien von 1815, erstellt von William Smith
Geologische Karten ermöglichen die gezielte Suche nach Bodenschätzen.

Maschinenherstellung in großem Maßstab hing ab von entsprechender Eisengewinnung. Zu Beginn des 18. Jahrhunderts wurden jedoch erst vergleichsweise geringe Mengen Eisen produziert, und zwar allein mit Hilfe von Holzkohle. Kohle war in England bereits im Mittelalter in geringen Mengen verwendet und seit dem 19. Jahrhundert für den Hausbrand und in bestimmten Gewerben als Wärmequelle eingesetzt worden. Die Verwendung von unbehandelter Steinkohle zur Eisenerzeugung war damals wie heute nicht möglich. Die Wälder waren durch den zunehmenden Bedarf an Holzkohle (und durch die anderen Verwendungen wie Schiffbau, Bauholz, Pfahlfundamente, Kanalbau etc.) so weit ausgebeutet worden, dass die Eisenproduktion in noch bewaldete Gegenden abwandern musste. Die Holzkohle-Knappheit wurde in England zum Problem.
Abraham Darby I hatte zwar schon 1709 mit der Verkokung von Kohle zu Koks und deren Einsatz zur Eisenproduktion im Hochofen begonnen, aber es dauerte noch Jahrzehnte, bis er und sein Sohn Abraham Darby II die Verhüttung von Koks großtechnisch anwendbar machten. Damit ließ sich zwar Gusseisen in großen Mengen billig herstellen, aber Schmiedeeisen musste nach wie vor mit Hilfe von Holzkohle produziert werden. Erst mit dem Anfang des 19. Jahrhunderts zur Marktreife entwickelten Puddelverfahren gelang es, Steinkohle anstelle der Holzkohle in großen Mengen zur Herstellung von Schmiedeeisen (heute als Stahl bezeichnet) zu verwenden. Seitdem konnten Maschinen, Eisenbahnen und größere Schiffe in ganz anderem Ausmaß hergestellt werden.
Mit der Verwendung von Koks in der Eisenverhüttung und von Steinkohle im Puddelverfahren zur Herstellung von Schmiedeeisen stieg der Bedarf an Kohle rasant an. Anfangs wurde vorwiegend in den günstigen Bergbauformen Tagebau sowie Stollenbau abgebaut, da auf diese Weise das Problem einbrechenden Grundwassers vergleichsweise leicht gelöst werden konnte. Seit die Dampfmaschine als Wasserpumpenantrieb eingesetzt wurde, konnte Kohle aus immer größeren Tiefen gefördert werden. Dampfmaschinen wurden auch gegen Ende des 18. Jahrhunderts zum Befördern von Menschen und Material in den Schächten genutzt sowie als Zugmaschinen für beladene Karren zunächst auf Holz- und später auf Eisenschienen eingesetzt.
Für Eisen und Stahl bestand immer größerer Bedarf, der nur noch durch industriell betriebene Hütten- und Walzwerke gedeckt werden konnte. In der zweiten Hälfte des 19. Jahrhunderts wurde dann die Eisen- und Stahlerzeugung durch Erfindungen wie die Bessemerbirne (1855) oder das Siemens-Martin-Verfahren verbessert.

## Entwicklung der Verkehrswege und Verkehrsmittel
Mit dem Aufschwung der gewerblichen Produktion und des Handels erwiesen sich die vielfach noch auf das Römische Reich zurückgehenden Straßen in England als völlig unzureichend für den zunehmenden Transport- und Verkehrsbedarf. Kanäle und Schienenwege wurden daher ebenso zu Kennzeichen der frühindustriellen Entwicklung wie Lokomotiven und Schiffe mit Dampfmaschinenantrieb.

### Von den Römerstraßen zum „Kanal-Zeitalter“
Mit den landwirtschaftlichen Ertragssteigerungen, die zunehmend überörtlich abgesetzt und in den wachsenden Städten nachgefragt wurden, sowie mit der steigenden Baumwollproduktion, Kohleförderung und Eisenherstellung wurden verbesserte Transportwege und -mittel zunehmend wichtiger. Die noch von den Römern errichteten Straßen waren für einen wirtschaftlichen Überlandtransport von Massengütern nicht geeignet und über die Jahrhunderte nur ungenügend instand gehalten worden. Verstärkte Straßenbaumaßnahmen allein lösten dieses Problem nicht; und die vorhandenen natürlichen Wasserwege führten teils zu wenig Wasser oder eben nicht zu den wichtigen Rohstofflagern und Produktionszentren. Als eine sehr erfolgreiche Ergänzung und Alternative erwies sich demgegenüber nach der Mitte des 18. Jahrhunderts der Kanalbau. Im Vergleich zu unbefestigten Straßen, auf denen vier bis sechs Zugpferde einen mit 1,5 Tonnen Nutzlast beladenen Wagen befördern konnten (auf befestigten Straßen bis zu 4 Tonnen), war es auf den Narrowboat-Kanälen möglich, einen mit 30 Tonnen Nutzlast beladenen Kahn von einem einzelnen Zugpferd befördern zu lassen.
Als Vorreiter des Kanalbaus in Großbritannien fungierte der Duke of Bridgewater, der die Kohle aus dem ihm gehörigen Abbaugebiet bei Worsley günstig nach Manchester überstellen wollte. Mit dem Bridgewater-Kanal, der sich als höchst einträgliche Investition erwies, löste er binnen kurzem eine Vielzahl von Kanalbauten aus, sodass bereits 1790 die Themse in einem Kanalnetz mit Trent, Mersey und Severn verbunden war. Neben privaten Landbesitzern waren auch die zwecks Vorfinanzierung und Gewinnerzielung gegründeten Kanalgesellschaften am fortlaufenden Ausbau des Wasserstraßennetzes beteiligt. Mitte des 19. Jahrhunderts verkehrten in Großbritannien mehr als 25.000 meist von Pferden gezogene Lastkähne, auf denen mindestens die doppelte Anzahl Menschen lebte.

### Eisenbahn
Auch das Eisenbahn-Zeitalter ging aus dem britischen Kohlenbergbau hervor. Hier zuerst wurden in größerem Umfang Eisenschienenstränge als Transportwege verlegt, Dampfmaschinen zur Entwässerung eingesetzt und schließlich Lokomotiven daraus entwickelt. Führend in der Umstellung des Gütertransports auf Schienenwege mit von Pferden gezogenen „waggons“ war das Kohlebergbaugebiet um Newcastle im Nordosten Englands. Auf „waggon-wags“ wurde die Kohle von den Zechen zu Flüssen, Kanälen oder an die See befördert.
Besonders wichtig wurden die um 1800 etwa 480 Kilometer Schienenwege in England als Erprobungsstrecken für den Einsatz von Dampflokomotiven. Deren stetige Fortentwicklung seit Anfang des 19. Jahrhunderts lohnte unmittelbar, weil der Brennstoff Kohle im Bereich der Zechen billiger kam als die Beschaffung des Pferdefutters von außerhalb. Die zwischen 1811 und den 1830er-Jahren zwischen Middleton und Leeds verkehrende Zechenbahn wurde zum Prototyp der dampfgetriebenen Zahnradbahn. Erst in den 1820er Jahren konnte aber durch das neue Walzverfahren aus Puddeleisen eine Bruchfestigkeit der Schienen erreicht werden, die dem Eigengewicht der Lokomotiven auf Dauer standhielt.
Nicht nur für den Gütertransport, sondern auch für den Personenverkehr und das Reisen begann damit eine neue Epoche. Die ruckartige Fortbewegung zu Pferde und in der Kutsche wurde durch den in eine gleichmäßige Vorwärtsbewegung umgesetzten Maschinenantrieb ersetzt und zu Geschwindigkeiten gesteigert, die anfangs zum Teil Furcht und Schwindelgefühle hervorriefen. Mit der „Vernichtung von Raum und Zeit“ wurde die Wirkung der neuen Fortbewegungsart verknüpft, weil in derselben Zeit nun ein Mehrfaches an Entfernungen zurückgelegt werden konnte. Der in Paris lebende Heinrich Heine kommentierte die Eröffnung der Eisenbahnlinien nach Rouen und Orléans 1843 so:

„Durch die Eisenbahn wird der Raum getötet, und es bleibt uns nur noch die Zeit übrig … In vierthalb Stunden reist man jetzt nach Orléans, in ebensoviel Stunden nach Rouen. Was wird das erst geben, wenn die Linien nach Belgien und Deutschland ausgeführt und mit den dortigen Bahnen verbunden sein werden! Mir ist, als kämen die Berge und Wälder aller Länder auf Paris angerückt. Ich rieche schon den Duft der deutschen Linden; vor meiner Tür brandet die Nordsee.“

Tatsächlich abgeschafft wurden im Zuge des Schienenreiseverkehrs die diversen englischen Lokalzeiten, da mit ihnen brauchbare Fahrpläne nicht möglich waren. In den 1840er-Jahren wurde für den Eisenbahnverkehr eine Zeitvereinheitlichung vorgenommen; allerdings bestanden die lokalen Ortszeiten daneben noch bis 1880 fort. Erst dann wurde die Greenwich-Zeit, die für alle Linien maßgebliche Eisenbahn-Standardzeit, in ganz England allein gültig. Mit der Eisenbahn kam auch die Zersiedlung des städtischen Umlands in Gang. Über die Entstehung der Londoner Suburbs hieß es 1851:

„Es ist heutzutage nicht ungewöhnlich, daß Geschäftsleute, die im Zentrum der Hauptstadt arbeiten, mit ihren Familien 15 bis 20 Meilen außerhalb der City wohnen. Trotzdem können sie ihre Geschäfte, Kontore und Büros frühmorgens erreichen und ebenso ohne jede Unbequemlichkeit zur gewöhnlichen Feierabendzeit nach Hause zurückkehren. Daher haben sich rings um die Hauptstadt, überall, wo es Eisenbahnen gibt, die Wohnungen vervielfacht, und ein beträchtlicher Teil der ehemaligen Londoner Bevölkerung lebt jetzt in diesem Gebiet.“

Mitte des 19. Jahrhunderts waren ca. 25.000 Menschen im britischen Eisenbahnbau beschäftigt, etwa 50.000 weitere im Bahnbetrieb. Bis dahin war der Personenverkehr wichtigste Einnahmequelle des Bahngeschäfts. Erst nach 1850 überwogen die Einnahmen aus dem Güterverkehr, was auch an der lange fortbestehenden Effizienz der Kanaltransporte lag.

### Dampfschifffahrt
Die Dampfschifffahrt, die auch in den USA schon Anfang des 19. Jahrhunderts praktiziert wurde, kam in Großbritannien sowohl auf Flüssen wie auch an den Küsten in Form von Raddampfern hauptsächlich für den Personentransport zunehmend in Gebrauch. Seit 1815 befuhren Dampfschiffe die Themse, ab 1822 waren sie zwischen Dover und Calais unterwegs. Stark ausgebaut wurde insbesondere die Küstenschifffahrt mit Dampfbooten, denn die Personenbeförderung war billiger als mit Kutschen und deutlich schneller als mit Segelschiffen.
Die Verstetigung der Fahrzeiten von Hafen zu Hafen ermöglichte die Erstellung von Fahrplänen nun auch in diesem Bereich. In den 1830er-Jahren lief bereits alle zehn Minuten ein Dampfschiff Glasgow an. Zur Jahrhundertmitte wurden etwa 70 Prozent des Transportaufkommens in britischen Häfen von Dampfschiffen übernommen. Zu dieser Zeit war die Atlantiküberquerung auf der Linie von Bristol nach New York schon in 14 Tagen möglich.
Wie die Eisenbahn erzeugte auch das Dampfschiff den Eindruck einer schrumpfenden natürlichen Umwelt. In einer englischen Zeitschrift war 1839 zu lesen:

„Wir haben erlebt, wie der weite Atlantik mit einemmal durch die Dampfkraft zur Hälfte seiner ursprünglichen Breite zusammengeschrumpft ist… Unsere Verkehrsverbindung mit Indien hat an demselben Segen Teil. Nicht nur, daß der Indische Ozean nun viel kleiner ist als früher, auch die Post nach Indien wird jetzt dank der Dampfkraft mit geradezu wunderbarer Schnelligkeit durch das Rote Meer befördert.“

## Kapitalismus im Werden
Die industrielle Revolution war mit grundlegenden Veränderungen im wirtschaftlichen Bereich verbunden, die in dem Ausdruck Kapitalismus begrifflich zusammengefasst wurden. Darin zeigt sich die Bedeutung, die den investiven Mitteln für die Umsetzung technischer Innovationen im Transportwesen und in den zu errichtenden Fabriken sowie bei der Finanzierung des Lebensunterhalts größerer Lohnarbeiterbelegschaften zukam. Zu den Bedingungen einer diesbezüglichen Kapitalakkumulation und -verwendung gehörte auch eine Mentalität auf Seiten der Unternehmer, die dem entsprach und Vorschub leistete.

### Weltanschaulich-theoretische Grundlagen
Außer der Ermittlung sachlich-objektiver Bedingungen der Industriellen Revolution haben Historiker und Soziologen sich auch der Frage angenommen, von welchen zeitgenössischen Bewusstseinskomponenten der Eintritt in ein neues Wirtschaftszeitalter begleitet bzw. bestimmt war. Werner Sombart und Max Weber – in seinem Werk „Die protestantische Ethik und der Geist des Kapitalismus“ – haben dazu die oft zitierte Auffassung entwickelt, dass bestimmte protestantische Glaubensgemeinschaften wie Calvinisten, Puritaner und Quäker es waren, die dem Geist des Kapitalismus vorgearbeitet haben. Bei ihnen war die Prädestinationslehre in einer Ausrichtung maßgeblich, in der die Gottgefälligkeit der menschlichen Existenz sich im wirtschaftlichen Erfolg eines auf beruflichen Fleiß, auf Sparsamkeit und Sittenstrenge gegründeten Lebens zeigte.

„Die innerweltliche protestantische Askese […] wirkte also mit voller Wucht gegen den unbefangenen Genuß des Besitzes, sie schnürte die Konsumtion, speziell die Luxuskonsumtion, ein. Dagegen entlastete sie im psychologischen Effekt den Gütererwerb von den Hemmungen der traditionalistischen Ethik, sie sprengte die Fesseln des Gewinnstrebens, indem sie es nicht nur legalisierte, sondern (in dem dargestellten Sinn) direkt als gottgewollt ansah.“

Die volle ökonomische Wirkung dieser im 17. Jahrhundert insbesondere von Richard Baxter verbreiteten Lehre entfaltete sich, so Max Weber, erst nach dem Abflauen des rein religiösen Enthusiasmus. An der Wiege des modernen Wirtschaftsmenschen habe die an innerweltliche Askese gebundene puritanische Lebensauffassung gestanden:

„Mit dem Bewußtsein, in Gottes voller Gnade zu stehen und von ihm sichtbar gesegnet zu werden, vermochte der bürgerliche Unternehmer, wenn er sich innerhalb der Schranken formaler Korrektheit hielt, sein sittlicher Wandel untadelig und der Gebrauch, den er von seinem Reichtum machte, kein anstößiger war, seinen Erwerbsinteressen zu folgen und sollte dies tun. Die Macht der religiösen Askese stellt ihm überdies nüchterne, gewissenhafte, ungemein arbeitsfähige und an der Arbeit als gottgewolltem Lebenszweck klebende Arbeiter zur Verfügung.“

Auf das Industrieproletariat ließ sich anwenden, was als Calvin-Zitat häufig wiederholt wurde: dass nur, wenn das Volk arm erhalten werde, es Gott gehorsam bleibe.

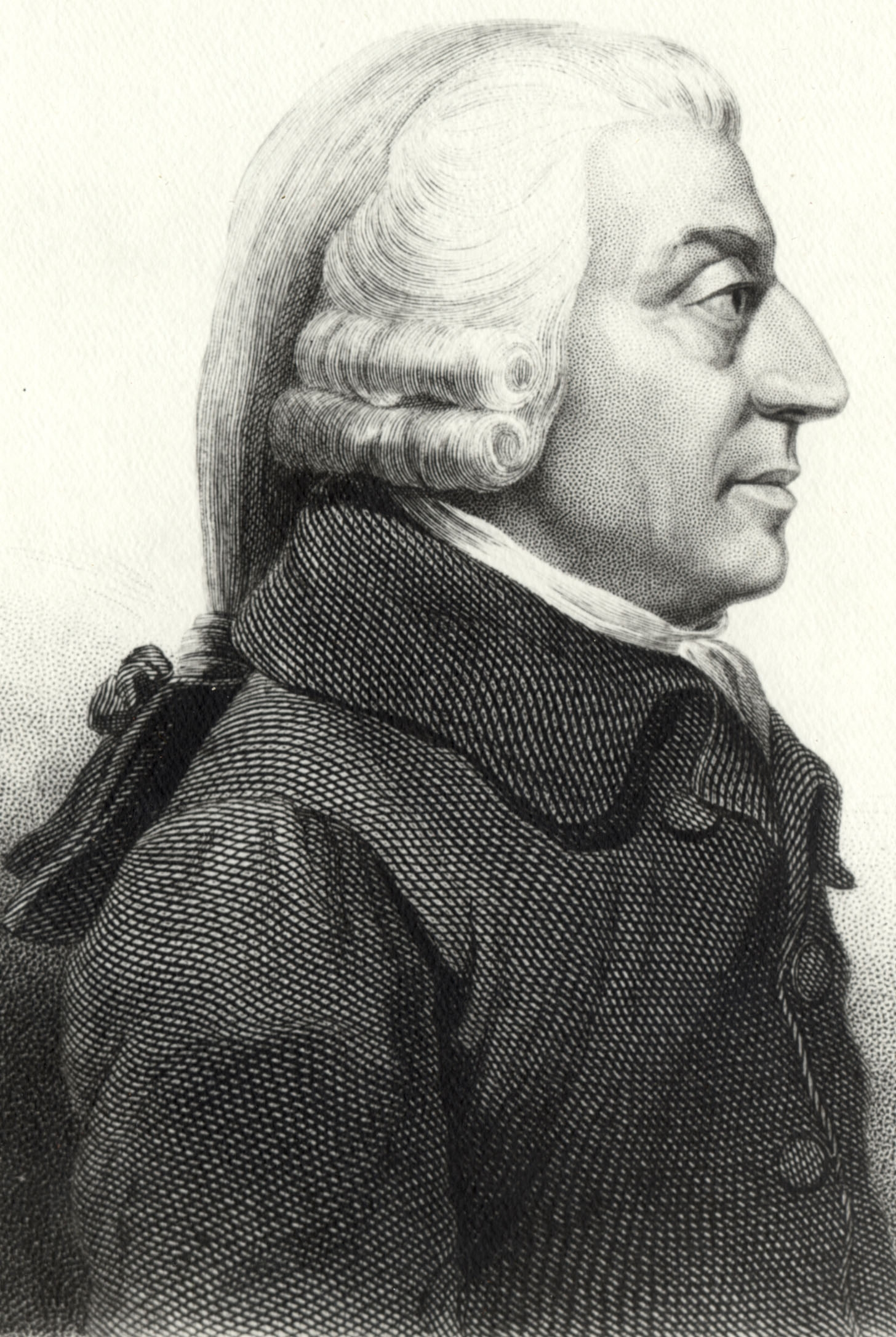
Adam Smith

Das wirtschaftstheoretische Fundament für das Zeitalter des industriellen Kapitalismus legte der schottische Moralphilosoph Adam Smith mit seiner 1776 erschienenen Schrift „Der Wohlstand der Nationen“ (Originaltitel: An Inquiry into the Nature and Causes of the Wealth of Nations), die zudem für die klassische Nationalökonomie wegweisend wurde. Das individuelle Profitstreben jedes einzelnen am Wirtschaftsleben Beteiligten sorgte demnach wie von unsichtbarer Hand gesteuert dafür, den allgemeinen Wohlstand bestmöglich zu fördern:

„Da nun aber der Zweck jeder Kapitalanlage Gewinnerzielung ist, so wenden sich die Kapitalien den rentabelsten Anlagen zu, d. h. denjenigen, in denen die höchsten Gewinne erzielt werden. Indirekt wird aber auf diese Weise auch die Produktivität der Volkswirtschaft am besten gefördert. Jeder glaubt nur sein eigenes Interesse im Auge zu haben, tatsächlich aber erfährt so auch das Gesamtwohl der Volkswirtschaft die beste Förderung…. Verfolgt er nämlich sein eigenes Interesse, so fördert er damit indirekt das Gesamtwohl viel nachhaltiger, als wenn die Verfolgung des Gesamtinteresses unmittelbar sein Ziel gewesen wäre. Ich habe nie viel Gutes von denen gesehen, die angeblich für das allgemeine Beste tätig waren. Welche Kapitalanlage wirklich die vorteilhafteste ist, das kann jeder einzelne besser beurteilen als etwa der Staat oder eine sonstwie übergeordnete Instanz.“

Die Rolle des Staates bestimmte Smith im Anschluss an John Locke und im Gegensatz zum Leviathan von Thomas Hobbes zurückhaltend. Die staatlichen Zuständigkeiten sah er anders als im Merkantilismus darauf beschränkt, die äußere Sicherheit des Gemeinwesens zu erhalten, das Privateigentum und ein stabiles Rechtssystem für die Bürger zu gewährleisten sowie für eine funktionierende Verkehrsinfrastruktur, öffentliche Ordnung und das Bildungswesen zu sorgen. Die auf freie unternehmerische Entfaltung gerichtete wirtschaftsliberale Lehre von Adam Smith begünstigte dergestalt ein mit den industriellen Produktionsverhältnissen harmonierendes Bürgertum:

„Die Industrie eines Landes kann sich nur in dem Maße vermehren, als das Kapital zunimmt, und das Kapital nimmt nur in dem Maße zu, als nach und nach aus dem Einkommen gespart wird. Kapitalbildung und Industrieentfaltung müssen in einem Lande dem natürlichen Gang der Entwicklung überlassen bleiben. Jede künstliche wirtschaftspolitische Maßnahme lenkt die produktiven Kräfte der Arbeit und auch die Kapitalien in eine falsche Richtung.“

### Kapitalbildung
Zur Industrialisierung in großem Stil wurde das entsprechende Kapital benötigt, das die Finanzierung von Maschinen, Fabrikanlagen und Verkehrsinfrastruktur ermöglichte. Die Anfänge in der englischen Baumwollindustrie waren allerdings im Vergleich zu der nachfolgenden schwerindustriellen Phase noch nicht so kapitalintensiv: „Für den Aufbau einer Baumwollspinnerei reichten oftmals die Ersparnisse der Familie des Unternehmers; und wenn das nicht der Fall war, konnten die Investitionen über den informellen Kapitalmarkt beschafft werden, der sich um einen Notar oder um ein anderes Mitglied der örtlichen Honoratiorenschaft entwickelte. Zur Vorfinanzierung der Baumwolle und anderer Rohstoffe hatte sich im 18. Jahrhundert darüber hinaus ein leistungsfähiges Kreditsystem entwickelt, in dessen Mittelpunkt der Handelswechsel als Kreditinstrument und Zahlungsmittel stand.“
Im Zuge der weiteren Entwicklung wurden mehr und mehr Kapitalgesellschaften gegründet, die es erlaubten, die Investitionssumme auf mehrere Gesellschafter zu verteilen und gemeinsame wirtschaftliche Interessen zu verfolgen. Nordenglische Grubenbesitzer verbanden sich mit Londoner Kohlehändlern; Brauereibesitzer mit Malzlieferanten und Erfinder mit Kapitalgebern, Maschinenbauer mit Spinnereien. Neben Bankkrediten, investitionsbereiten adeligen Großgrundbesitzern, vermögenden Kaufleuten und Handwerkern sowie einem Überschüsse abwerfenden, florierenden Kolonialhandel trug zur Kapitalbildung auch bei, dass der Lohnarbeiterschaft nur minimale Löhne gezahlt wurden.

### Neue Formen der industriellen Produktion

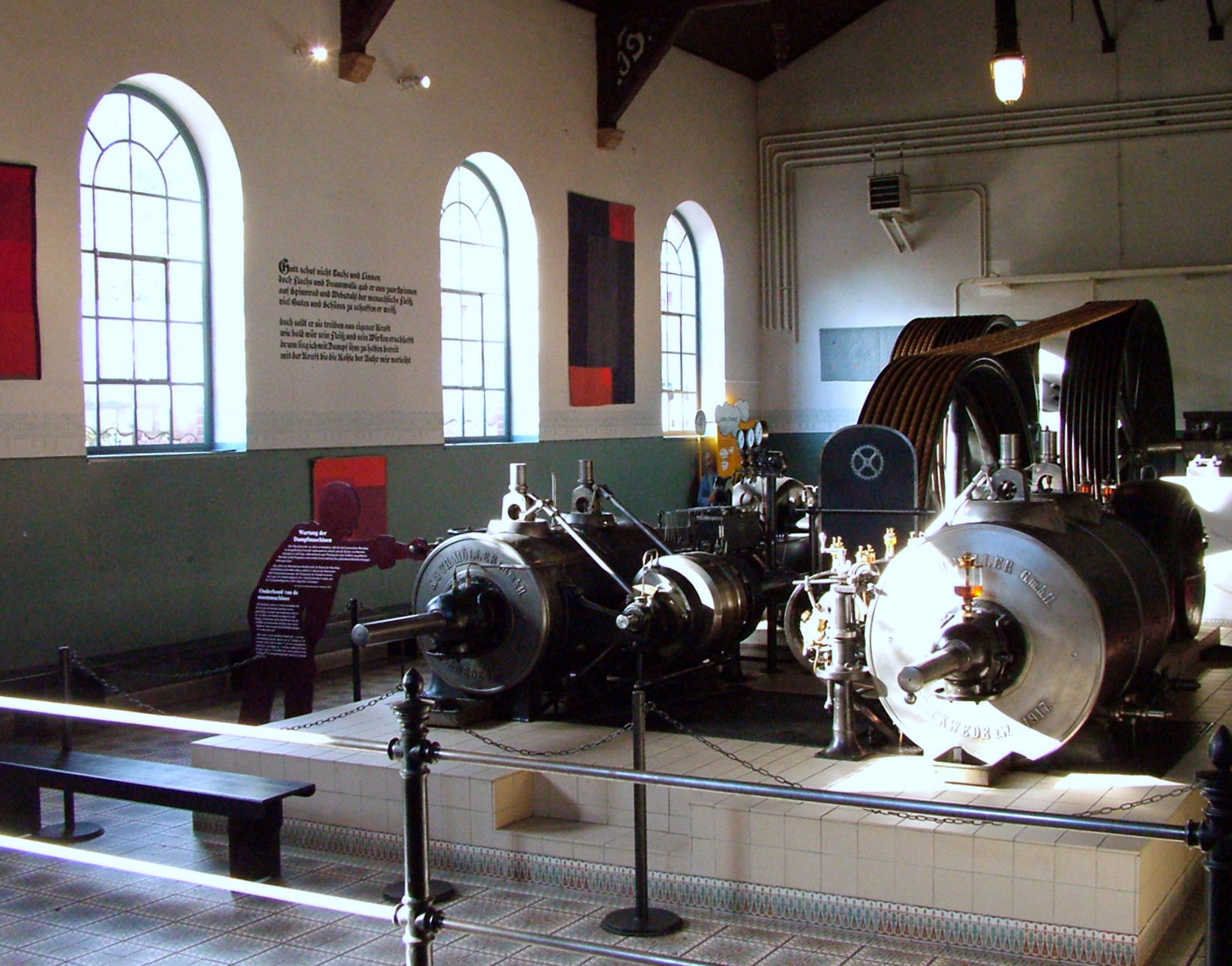
Dampfmaschine im Textilmuseum Bocholt

Die industrielle Produktionsweise verdrängte nach und nach die überkommenen Herstellungsformen in Handwerksbetrieben und Manufakturen. Sie ersetzte nach Landes
1. die „menschliche Fertigkeit und Anstrengung durch die ebenso schnell wie gleichmäßig, präzise und unermüdlich funktionierende Arbeits-Maschine“;
2. „belebte durch unbelebte Kraftquellen, insbesondere durch die Erfindung von (Kraft-)Maschinen, die Wärme in Arbeit umwandeln“ (und damit vielfältige Energieträger erschließbar machen); sie forcierte
3. die „Verwendung neuer Rohmaterialien in größeren Mengen, vor allem die Ersetzung pflanzlicher und tierischer Substanzen durch anorganische und schließlich synthetisch hergestellte Materialien“.

Mit der Umwandlung von Dampfkraft in mechanische Kraft wurde u. a. der Bau von Fabriken weit entfernt von Wasserläufen möglich und rentabel. Von der englischen Baumwollverarbeitung ausgehend, hielt die neue Produktionsweise in weiteren Industriezweigen Einzug. Im Zuge der Industriellen Revolution stieg die Pro-Kopf-Erzeugung in der englischen Industrie stetig an. Indem technische Erfindungen vorangetrieben und auf betrieblicher Ebene genutzt wurden, nahmen Arbeitsteilung und Spezialisierung der Tätigkeiten zu. Der Absatz der massenhaft produzierten Güter war durch die seinerzeitige Weltmachtstellung des britischen Empires nicht nur in England gesichert, sondern auch in den Kolonien und in Kontinentaleuropa, wo englische Produkte bis in das 19. Jahrhundert den Markt beherrschten.

### Entstehung des Arbeitsmanagements
Für den Wirtschafts- und Sozialhistoriker Sidney Pollard hat das Management in dem während der Industriellen Revolution entstehenden Fabriksystem seinen Ursprung. Es ist zunächst ein Management der Arbeit (labour management). Für dieses gab es keine direkten Vorbilder; allenfalls Kirche und Militär boten als straff geführte, große soziale Organisationen gewisse Orientierungsmuster. Das Hauptproblem des frühen labour management war neben der Rekrutierung und Ausbildung von Arbeitskräften die „Kontrolle von widerspenstigen Massen“, die an eine rigide Fabrikdisziplin mit einem monoton-industriellen Zeitrhythmus gewöhnt werden mussten. Die Aufseher und Werkmeister in den frühen Fabriken arbeiteten mit „Zuckerbrot und Peitsche“ das heißt mit positiven Anreizsystemen (leistungsabhängige Entlohnung, Prämien) und abschreckenden Zwangsmaßnahmen (von der körperlichen Züchtigung bis zur Geldstrafe), um den Widerstand gegen die ungewohnten Arbeitszumutungen zu brechen.
Wie Sidney Pollard hervorhebt, gab es vor 1830 keine Bücher und keine Artikel in Enzyklopädien über das Gebiet des Managements.

## Sozialer Wandel und politische Folgen
Dem Ausmaß entsprechend, in dem die industrielle Revolution immer weitere Bereiche des Wirtschaftslebens erfasste und umgestaltete, veränderten sich auch die Lebensbedingungen der darin eingebundenen Menschen mit und ohne eigenem Kapital auf vielfältige Weise. Die auf betriebliche Rentabilität und Gewinnerzielung ausgerichteten Unternehmer, die sich in der Konkurrenz am Markt gegenüber anderen behaupten mussten, interessierten die von ihnen angestellten Lohnarbeiter hauptsächlich als nötige Arbeitskräfte, die nur die geringstmöglichen Kosten verursachen sollten. Das aus den so zustande kommenden Hungerlöhnen erwachsende Elend der mittellosen Proletarier und ihrer Familien wurde zum Motor für Proteste, Widerstandsaktionen und für verstreute Reformansätze. Erst im Zuge einer scharfen Klassenkonfrontation zwischen Betriebseigentümern bzw. Kapitalisten einerseits und lohnabhängigen Proletariern andererseits, die auch politisch bedeutsam wurde, sowie angesichts einer drohenden sozialen Revolution kam es unter den Bedingungen anhaltenden demographischen Wandels zu einer allmählichen Verbesserung des Lebensstandards von Industriearbeitern.

### Bevölkerungswachstum in gewandelter Umwelt
Eine wichtige soziale Grundlage und Begleiterscheinung der Industriellen Revolution war die starke Bevölkerungszunahme. Während in vorindustrieller Zeit die Sterberate annähernd der Geburtenrate entsprach, erhöhte sich die Bevölkerungszahl nun in bis dahin ungekanntem Ausmaß. „Eine Reihe nationaler Gesellschaften erlebte zu unterschiedlichen Zeitpunkten, dass die Familien größer wurden, weniger Kinder starben und sich mit steigender Lebenserwartung der Zeithorizont von Lebensentwürfen verschob.“ Dieser Prozess begann mit dem Sinken der Sterberate und erstreckte sich über unterschiedliche Zeiträume: in England etwa von 1740 bis 1940, in Deutschland von 1870 bis 1940. Während des gesamten 19. Jahrhunderts verzeichnete England mit jährlich durchschnittlich 1,23 Prozent die höchste Wachstumsrate, gefolgt von den Niederlanden mit 0,84 Prozent. Das Ausmaß des „biologischen Spurts“, der in England stattfand, zeigt sich in dem Aufholprozess des „demographischen Nachzüglers“: Noch 1750 standen 5,9 Millionen Engländer (ohne Schottland) 25 Millionen Franzosen gegenüber; 1850 lag das Verhältnis bei 20,8 Millionen Engländern, Schotten und Walisern zu 35,8 Millionen Franzosen, und um 1900 hatte die Bevölkerung Großbritanniens mit 37 Millionen Menschen zur französischen (39 Millionen) schon nahezu aufgeschlossen.
Die Ernährung einer fortlaufend wachsenden Bevölkerung wie auch der industriellen Lohnarbeiterschaft wurde durch die landwirtschaftliche Produktivitätssteigerung möglich. Weitere Gründe für die Bevölkerungszunahme lagen in medizinischen Fortschritten (Entdeckung der Viren und Bakterien) und in verbesserter Hygiene (Gesunderhaltung durch verbreitete Aufklärung und standardisierte Verhaltensweisen). Für viele aber blieben die Verhältnisse so elend ärmlich oder auf andere Weise unerträglich, dass sie ihr Los durch Auswanderung zu bessern suchten: „Keine andere Epoche war in einem ähnlichen Maße wie das 19. Jahrhundert ein Zeitalter massenhafter Fernmigration.“ Eine besondere Rolle dabei spielte die Auswanderung von Abermillionen Europäern nach Nordamerika. Nach den Iren stellten Engländer, Schotten und Waliser bis 1820 die größten Migrantenkontingente. Unter den britischen Auswanderern waren von je her viele mit der Anglikanischen Staatskirche verfeindete Puritaner, die das calvinistische Erwerbsethos nun auch in den Vereinigten Staaten von Amerika zur Geltung brachten.
Beiderseits des Atlantiks brachte der industrielle Kapitalismus veränderte Lebensbedingungen und Umweltveränderungen hervor. Bei der Investition in Bergwerke, Kanäle und Schienennetze ging es um längere Nutzungs- und Amortisationsfristen, als es im frühneuzeitlichen Groß- und Überseehandel der Fall gewesen war. „Damit waren beispiellose Eingriffe in die physische Umwelt verbunden. Keine andere Wirtschaftsordnung hat jemals die Natur drastischer umgestaltet als der Industriekapitalismus des 19. Jahrhunderts.“ Der gelernte Jurist und scharfsinnige Beobachter Alexis de Tocqueville schilderte anlässlich seiner England-Reise 1835, was sich ihm als Stadtbild neu darbot:

„Auf dem Gipfel der Hügel […] erheben sich dreißig oder vierzig Fabriken. Mit ihren sechs Stockwerken reichen sie hoch in die Luft. Ihr unabsehbarer Bereich kündet weithin von der Zentralisation der Industrie. […] Die Straßen, welche die einzelnen, noch schlecht zusammengefügten Teile der großen Stadt miteinander verbinden, bieten wie alles andere das Bild eines hastigen und noch nicht vollendeten Werkes: die rasche Leistung einer gewinnsüchtigen Bevölkerung, die Gold anzuhäufen versucht, um dann mit einem Schlag auch alles andere zu haben, und bis dahin die Bequemlichkeit des Lebens verschmäht. […] Aus diesem übelriechenden Labyrinth, inmitten dieses unermesslichen und düsteren Ziegelhaufens ragen hin und wieder herrliche Steinpaläste auf, deren kannelierte Säulen das Auge des Fremden überraschen. […]

Wer aber vermöchte das Innere jener abseits gelegenen Viertel zu beschreiben, der Schlupfwinkel von Laster und Elend, welche die gewaltigen Paläste des Reichtums mit ihren abscheulichen Windungen umfangen und erdrücken? Über dem Landstreifen, der tiefer liegt als der Flußspiegel und überall von gewaltigen Werkstätten beherrscht wird, erstreckt sich ein Sumpfgebiet, das durch die in großen Abständen angelegten Gräben weder trockengelegt noch saniert werden konnte. Dort enden gewundene und enge Gäßchen, gesäumt von einstöckigen Häusern, deren schlecht zusammengefügte Bretter und zerbrochene Scheiben schon von weitem eine Art letztes Asyl ankünden, das der Mensch zwischen Elend und Tod bewohnen kann. Unter diesen elenden Behausungen befinden sich eine Reihe von Kellern, zu der ein halb unterirdischer Gang hinführt. In jedem dieser feuchten und abstoßenden Räume sind zwölf bis fünfzehn menschliche Wesen wahllos zusammengestopft…. Um dieses Elendsquartier herum schleppt einer der Bäche […] langsam sein stinkendes Wasser, das von den Industriearbeitern eine schwärzliche Farbe erhält. […]

Inmitten dieser stinkenden Kloake hat der große Strom der menschlichen Industrie seine Quelle, von hier aus wird er die Welt befruchten. Aus diesem schmutzigen Pfuhl fließt das reine Gold. Hier erreicht der menschliche Geist seine Vollendung und hier seine Erniedrigung; hier vollbringt die Zivilisation ihre Wunder, und hier wird der zivilisierte Mensch fast wieder zum Wilden…“

### Urbanisierung und proletarische Existenzbedingungen

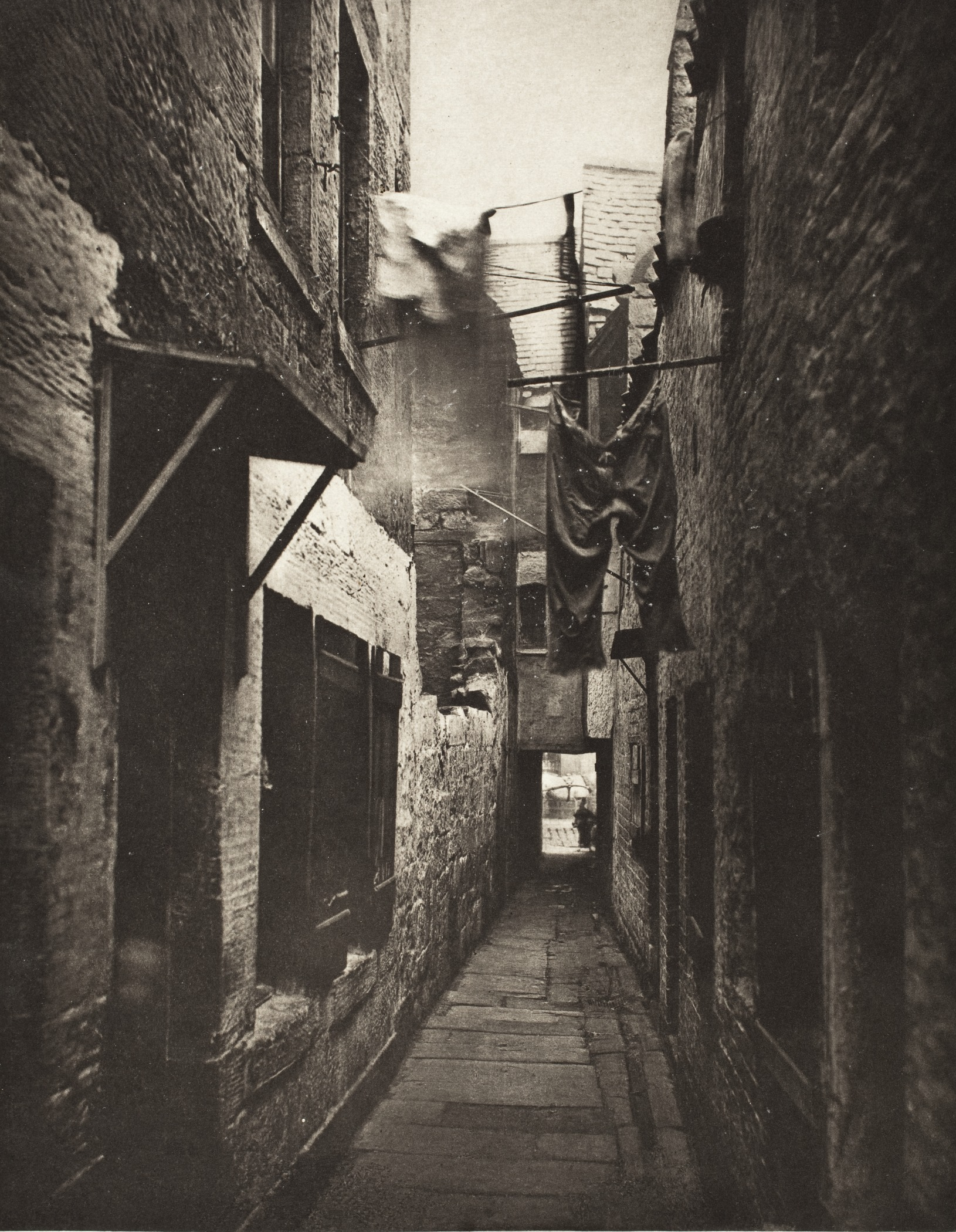
Slum in Glasgow, 1871

Stadttypen wie der von Tocqueville beschriebene entstanden in unmittelbarer Wechselwirkung mit der Industriellen Revolution. Urbanisierung als eine im 19. Jahrhundert weit verbreitete Erscheinung gab es aber auch davon unabhängig. London war als Metropole bereits 1750 Wohnort für mehr als ein Zehntel der englischen Bevölkerung. Wäre es für die Industrialisierung andererseits vornehmlich auf einen bereits vorhandenen hohen Urbanisierungsgrad angekommen, so hätten die oberitalienischen Städte als frühe Industrialisierungsmotoren wirken müssen. Das am Ärmelkanal gelegene Brighton wiederum war zwar eine der am schnellsten wachsenden englischen Städte, hatte als Seebad und Kurort aber keinerlei Industriepotential.
Ganz anders lag der Fall für das seit den 1830er-Jahren als „shock city“ wahrgenommene, von Tocqueville besuchte und auch von Friedrich Engels als Studienobjekt herangezogene Manchester. Hier wie in den industriellen Zentren der englischen Midlands schockierten Schmutz, Gestank und Lärm die Zugereisten.

„Ein dichter, schwarzer Qualm liegt über der Stadt. Durch ihn hindurch scheint die Sonne als Scheibe ohne Strahlen. In diesem verschleierten Licht bewegen sich unablässig dreihunderttausend menschliche Wesen. Tausende Geräusche ertönen unablässig in diesem feuchten und finsteren Labyrinth. Aber es sind nicht die gewohnten Geräusche, die sonst aus den Mauern großer Städte aufsteigen. Die Schritte einer geschäftigen Menge, das Knarren der Räder, die ihre gezahnten Ränder gegeneinander reiben, das Zischen des Dampfes, der dem Kessel entweicht, das gleichmäßige Hämmern des Webstuhles, das schwere Rollen der sich begegnenden Wagen – dies sind die einzelnen Geräusche, die das Ohr treffen.“

Oft handelte es sich bei den unter solchen Bedingungen ihrem Broterwerb Nachgehenden um Menschen, die ihre agrarische Existenz hatten aufgeben müssen, da die ländlichen Heimarbeiten mit der wachsenden und billigeren Konkurrenz der Fabrikerzeugnisse nicht mehr mithalten konnten. Viele Bauern verkauften ihr kleines, unrentables Stück Boden oder stiegen aus ihrem Pachtvertrag aus. Auf der Suche nach existenzsichernder Beschäftigung begannen Kleinbauern und Landlose, in die Städte abzuwandern und dort Arbeit zu suchen. Landflucht wurde zu einem wesentlichen Beschleunigungsfaktor der Urbanisierung.
Die ersten Industriearbeiter-Generationen, die in den Fabriken Arbeit fanden, mussten ihre bisherigen Lebens- und Arbeitsgewohnheiten aufgeben, egal ob sie in Landwirtschaft, Heimarbeit oder Handwerk vordem beschäftigt waren. Arbeitsrhythmus und Arbeitsintensität war ihnen nun durch den Maschinentakt vorgegeben, die Pausen anhand der Fabrikordnung. Eine rigide Disziplinierung seitens der Fabrikherren sollte für Gehorsam und Fügsamkeit gegenüber dem Aufsichtspersonal sorgen und für Unterordnung aller Verhaltensweisen unter das Ziel der maximalen Ausnutzung der Produktionskapazität, die die jeweiligen Arbeitsmaschinen hergaben. Als Druckmittel dienten Strafen, Lohnabzüge gemäß Bußgeldkatalog der Fabrikordnung, bei Kindern auch die körperliche Züchtigung. Zu den harten Arbeitsbedingungen in den neu entstandenen Fabriken, namentlich in den Textilfabriken (mills), hat der Dichter und Maler William Blake in seinem Gedicht And did those feet in ancient time die Metapher dark Satanic mills (finstere teuflische Mühlen) geprägt.
Frauen- und Kinderarbeit gab es nicht erst im Zuge der industriellen Revolution; neu war aber deren massenhafte Beschäftigung außerhalb des Familienverbands. Bis zum gesetzlichen Verbot 1842 wurden sie auch unter Tage im Kohlenbergbau eingesetzt. Den größten Anteil an Arbeitskräften stellten Frauen und Kinder aber bei der Textilienherstellung, insbesondere in der Baumwollindustrie. Bis zu ersten Beschränkungen durch das Kinderschutzgesetz 1802 war es üblich, „dass Waisenhäuser zwecks Kosteneinsparung unter dem Deckmantel der Ausbildung ihre Waisen vertragsgemäß, für Unterkunft und Verpflegung’ an Baumwollfabrikanten abgaben. Von Ausbildung war jedoch keine Rede, die Kinder arbeiteten, nicht selten in zwei Schichten rund um die Uhr, als Feger und Knüpfer bei den Spinnmaschinen. Diese Kindersklaverei, die den Baumwollfabriken den Ruf von Kerkern und eine empörte Kritik einbrachte, ging nach 1800 allmählich zurück, nicht jedoch der Anteil der Kinderarbeit. Erst auf Grund des Fabrikgesetzes von 1833, das die Arbeitszeit von Jugendlichen zwischen vierzehn und achtzehn Jahren auf zwölf Stunden und jene von Kindern zwischen neun und dreizehn Jahren auf neun Stunden limitierte und auch eine wirksame Kontrolle der Textilfabriken durch unabhängige Fabrikinspektoren einführte, wurde die Kinderarbeit allmählich zurückgedrängt.“
Von schlimmen Formen ausbeuterischer Kinderarbeit auch in Bergwerken berichtete Friedrich Engels in „Die Lage der arbeitenden Klasse in England“:

„In den Kohlen- und Eisenbergwerken arbeiten Kinder von 4, 5, 7 Jahren; die meisten sind indes über 8 Jahre alt. Sie werden gebraucht um das losgebrochene Material von der Bruchstelle nach dem Pferdeweg oder dem Hauptschacht zu transportieren, und um die Zugtüren, welche die verschiedenen Abteilungen des Bergwerks trennen, bei der Passage von Arbeitern und Material zu öffnen und wieder zu schließen. Zur Beaufsichtigung dieser Türen werden meist kleine Kinder gebraucht, die auf diese Weise 12 Stunden täglich im Dunkeln einsam in einem engen, meist feuchten Gange sitzen müssen, ohne auch nur so viel Arbeit zu haben, als nötig wäre, sie vor der verdummenden, vertierenden Langeweile des Nichtstuns zu schützen. Der Transport der Kohle und des Eisengesteins dagegen ist eine sehr harte Arbeit, da dies Material in ziemlich großen Kufen ohne Räder über den holprigen Boden der Stollen fortgeschleift werden muß, oft über feuchten Lehm oder durch Wasser, oft steile Abhänge hinauf, und durch Gänge, die zuweilen so eng sind, daß die Arbeiter auf Händen und Füßen kriechen müssen. Zu dieser anstrengenden Arbeit werden daher ältere Kinder und heranwachsende Mädchen genommen.“

Der Einsatz von Frauen erstreckte sich zumeist auf schnell erlernbare Hilfstätigkeiten und die nicht bereits auf Maschinen übertragene, körperlich anstrengende Handarbeit. Als „Maschinenführer“ und in Aufsichtsfunktionen wurden Frauen jedoch nicht beschäftigt, auch weil ihnen die Härte bzw. Brutalität nicht zugetraut wurde, mit der die Kinder-Hilfsarbeiter über 12 Stunden täglich angetrieben wurden. Nicht zuletzt mit dem Argument, sie brauchten schließlich keine Familie zu ernähren, standen Frauen bei der Entlohnung gegenüber männlichen Arbeitskräften ebenfalls zurück.

### Widerstände und Reformansätze
Die mit der Industriellen Revolution sich ausbreitende kapitalistische Produktionsweise erzeugte die besagten krisenhaften Soziallagen und führte zu dauerhaften und teilweise explosiven Gegensätzen zwischen den davon betroffenen pauperisierten und proletarisierten Teilen der Gesellschaft einerseits und den insbesondere als Fabrikherren verhassten Unternehmern andererseits. Kritik und Widerstand riefen nicht nur die Verbreitung von Kinderarbeit und Frauenarbeit unter inhumanen Bedingungen hervor, sondern auch das neue strikte Fabrikregime, das die aus handwerklichen oder landwirtschaftlichen Arbeitszusammenhängen stammenden Arbeitskräfte einer ungewohnten industriellen Zeitdisziplin unterwarf. „Die Bedingungen des Lohnarbeitsverhältnisses konnten vom Arbeitgeber einseitig diktiert werden, weil Koalitions-, Streik- und Tarifvertragsrecht weitgehend fehlten. Schutz vor den Grundrisiken des Daseins (Krankheit, Unfall, Alter, Arbeitslosigkeit) gab es für die aus herkömmlichen sozialen Bindungen herausgelöste Lohnarbeiterschaft nicht.“
An der Wende vom 18. zum 19. Jahrhundert kam es in England zu erheblichen Widerständen und Protestaktionen gegen die der gewerblichen Heimarbeit das Wasser abgrabende Ausbreitung fabrikmäßiger Maschinenarbeit. Der Produktpreis, den die Heimwerker für ihre Erzeugnisse erzielen konnten, richtete sich unterdessen nach dem des jeweils billigsten Maschinenfabrikats. Die Maschinen verdarben also den Heimarbeitern den Lebensunterhalt; und gegen sie richtete sich dann auch sehr direkt der zeitweise in Maschinenstürmerei mündende Zorn von Spinnern, Webern und Färbern. Zum Kulminationspunkt dieser Form des Widerstands wurde die Erhebung der Ludditen in den Jahren 1811 und 1812, die von Nottingham ausgehend in ganz England Anhänger fand und zur Zerstörung zahlreicher Woll- und Baumwollspinnereien führte. Erst massive Militäreinsätze und die drakonische Bestrafung der Beteiligten durch Hinrichtung oder Zwangsverbringung nach Australien ließen diese Bewegung abebben.
Eine neue, massenhafte Dimension erhielt die industrielle Protestbewegung 1819 in Manchester, wo sich auf dem St. Peters Field 100.000 Menschen zu einer friedlichen Demonstration zusammenfanden. Als diese Versammlung plötzlich von einer Bürgergarde mit Schusswaffen attackiert wurde, kam es zu 11 Toten und 150 bis 200 Schwerverletzten. „Die nun folgenden nationenweiten Sympathie- und Solidaritätsbekundungen mit den ‚Helden von Peterloo’ – wie diese in Anlehnung an die Schlacht bei Waterloo (1815) genannt wurden – trugen ganz wesentlich dazu bei, die Probleme der industriellen Arbeiterschaft in das öffentliche Bewußtsein zu rücken und sich mit ihren Forderungen auseinanderzusetzen.“
Erneut war es 1842 im Umkreis von Manchester, in Ashton-under-Lyne, dass eine Widerstandsaktion hohe Wellen schlug. Es handelte sich zunächst um eine Sabotageaktion zur Unterbrechung des maschinellen Arbeitsablaufs, indem die Arbeiter an vielen Stellen die Stöpsel der Dampfkessel herauszogen. Auch diese Aktion fand weithin Beachtung, veranlasste einen großen Streik in der gesamten mittelenglischen Textilindustrie und löste die Forderung nach einem nationalen Generalstreik aus.
Unter dem Eindruck der unhaltbaren Zustände in den Fabriken und der oft spontan und unkalkulierbar sich äußernden Widerstände kam es seit Beginn des 19. Jahrhunderts zu politischen Vorgaben bezüglich der neuen Arbeitsverhältnisse. Das Parlament erließ ab 1802 eine Serie von Factory Acts, die die Arbeitszeiten von Kindern, Jugendlichen und Frauen beschränkten. Sie erhielten aber erst durch die Schaffung von Fabrikinspektoren (1833), die deren Einhaltung kontrollieren sollten, begrenzte Wirksamkeit.
Der vom Lehrling in der Textilbranche zum Fabrikleiter aufgestiegene Robert Owen übernahm nach einigen Jahren Vorerfahrung in Manchester um 1800 die Baumwollfabrik seines Schwiegervaters im schottischen New Lanark und baute sie zu einem viel besuchten Musterbetrieb aus. Dort war Kinderarbeit bis zum Alter von zehn Jahren verboten und es gab eine Schule für die Arbeiterkinder ab zwei Jahren. Die Arbeitszeit in der Fabrik wurde auf 10,5 Stunden begrenzt (üblich waren zu der Zeit 13–14 Stunden); Wohnraum und täglicher Bedarf wurden auf dem Gelände zu erschwinglichen Preisen angeboten; Ansätze zu einer Absicherung von Alter und Krankheit der Lohnarbeiter gab es ebenfalls. Das Unternehmen florierte unter diesen Bedingungen und seine Konkurrenzfähigkeit stand nicht in Frage, da Owen auch produktionstechnisch einigen Erfindungsreichtum an den Tag legte. Die Modellhaftigkeit dieses Ansatzes sprach sich so weit herum, dass sogar habsburgische Prinzen und Zar Nikolaus I. New Lanark aufsuchten.
Unter dem Eindruck der Initiativen Owens gründeten zu Beginn der 1820er Jahre Handwerker erste Kooperativen, deren Mitglieder einander u. a. bei der Wohnraumbeschaffung, bei Krankheit, Arbeitslosigkeit und im Alter unterstützten und eine gemeinsame Kinderbetreuung organisierten. In den 1830er Jahren nahm die Gewerkschaftsbewegung in den Trade Unions Gestalt an, die gegen die „Tyrannei der Meister und Fabrikbesitzer“ gerichtet war und als Interessenvertretung der Lohnarbeiterschaft auch politische Forderungen erhob, etwa im Hinblick auf das Wahlrecht zum britischen Unterhaus.
Doch auch nach der Wahlrechtsreform von 1832 blieb das mittellose Proletariat ohne Stimmrecht, während die betuchteren Städter nun zur Wahl zugelassen wurden, auch wenn sie ohne eigenes Hauseigentum zur Miete wohnten. Die danach sich formierende Bewegung der Chartisten forderte 1838 in der People’s Charter das allgemeine Wahlrecht (für Männer). Zudem wurden Forderungen nach dem Achtstundentag und nach einer Reform des Armenrechts erhoben, sodass eine breite Unterstützung der Chartisten auch seitens der Gewerkschaften bestand. Die auf dieser Grundlage mehrmals dem Unterhaus vorgelegten und mit Massendemonstrationen bekräftigten Petitionen blieben in der Kernfrage des Wahlrechts erfolglos; in Sachen Arbeitszeitverkürzung kam 1847 mit der gesetzlichen Einführung des 10-Stunden-Tags wenigstens ein Teilerfolg zustande. Unruhen entwickelten sich auch auf dem europäischen Kontinent, beispielsweise in Deutschland 1844 der schlesische Weberaufstand im Eulengebirge.

### Revolutionslehre nach Marx und Engels

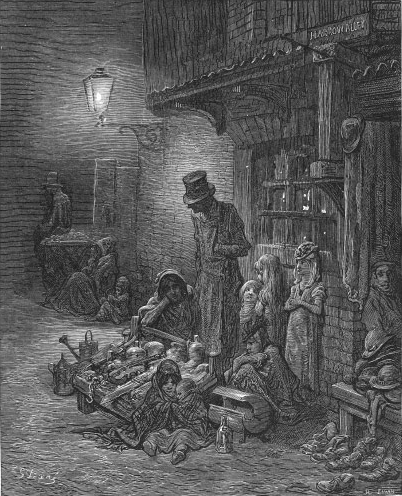
Gustave Doré: Ein Hundeleben, 1872

Gelegenheit zur Sammlung unmittelbarer Eindrücke von den Existenzbedingungen der englischen Industriearbeiterschaft bot sich dem Wuppertaler Textilfabrikantensohn Friedrich Engels, als er 1842 im Rahmen seiner kaufmännischen Ausbildung in Manchester weilte, wo der Vater eine Baumwollspinnerei betrieb. Ab 1844 stand Engels in engem Kontakt zu Karl Marx, der wie Adam Smith von der philosophischen Auseinandersetzung (insbesondere mit Hegel) zur nationalökonomischen gelangt war. Dazu entwickelte Marx gemeinsam mit Engels eine auf Überwindung des Kapitalismus gerichtete Auffassung. Wegen seiner oppositionellen Haltung wurde Marx von den preußischen Behörden aufgrund der Karlsbader Beschlüsse frühzeitig an einer Universitätslaufbahn gehindert und als Publizist über die Grenzen Deutschlands hinaus angefeindet. Er ließ sich 1849 in London nieder, wo er wie Engels Kontakte zu den Chartisten hatte und seit 1847 dem Bund der Kommunisten angehörte.
Als intellektuell führende Köpfe dieses Bundes verfassten Marx und Engels 1848 einen Aufruf, der als Kommunistisches Manifest eine enorme historische Reichweite erlangen sollte. Zu Beginn ihres Beweisgangs, der die Überwindung kapitalistischer Strukturen in einer klassenlosen kommunistischen Gesellschaft vorsah, heißt es: „Die Geschichte aller bisherigen Gesellschaft ist die Geschichte von Klassenkämpfen.“ Für die unmittelbare Gegenwart prognostizierten  Marx und Engels eine nochmalige Zuspitzung des generellen historischen Klassenantagonismus:

„Unsere Epoche, die Epoche der Bourgeoisie, zeichnet sich jedoch dadurch aus, daß sie die Klassengegensätze vereinfacht hat. Die ganze Gesellschaft spaltet sich mehr und mehr in zwei große feindliche Lager, in zwei große, einander direkt gegenüberstehende Klassen: Bourgeoisie und Proletariat.“

Der einerseits zur „Entfesselung der Produktivkräfte“ und zu ungekannter maschineller Produktionssteigerung führende Wettbewerb der Fabrikbesitzer-Bourgeoisie trage andererseits den Keim der unaufhaltsamen Selbstzerstörung in sich. Der Zwang zur Minimierung der Produktionskosten, um am Markt mit Niedrigpreisen für die erzeugten Waren konkurrenzfähig zu bleiben, treibe die kapitalistische Bourgeoisie zu fortlaufender Senkung der den Proletariern gezahlten Löhne. Diese würden dadurch in eine absolute Verelendung getrieben und hätten gar keine andere Möglichkeit, als sich schließlich massenhaft zusammenzuschließen, um gegen ihre Ausbeuter den Kampf aufzunehmen und eine Diktatur des Proletariats als Vorstadium der klassenlosen Gesellschaft zu errichten.
Sämtliche Ansätze zur sozialen Reform innerhalb der bestehenden Eigentumsverhältnisse an den Produktionsmitteln (landwirtschaftlich genutzte Böden, gewerblich Betriebe und Fabriken), sei es von staatlicher Seite oder durch Initiativen wie die Owens, hatten für Marx und Engels keine Zukunft, sondern dienten lediglich der Verschleierung der in Wirklichkeit unerbittlich zur proletarischen Revolution drängenden Verhältnisse. Darin eingeschlossen war bereits eine globale Perspektive:

„Die Bourgeoisie hat durch ihre Exploitation des Weltmarkts die Produktion und Konsumtion aller Länder kosmopolitisch gestaltet. […] Die Bourgeoisie reißt durch die rasche Verbesserung aller Produktionsinstrumente, durch die unendlich erleichterten Kommunikationen alle, auch die barbarischsten Nationen in die Zivilisation. […] Sie zwingt alle Nationen, die Produktionsweise der Bourgeoisie sich anzueignen, wenn sie nicht zugrunde gehn wollen…“

### Entwicklung des Lebensstandards
Den beabsichtigten umfassenden Resonanzboden für das Kommunistische Manifest sollte die Industrialisierung erst nach dessen Erscheinungsjahr 1848 schaffen. Denn zu dieser Zeit gab es einzig in England ein örtlich massenhaft konzentriertes und teilweise in größerem Umfang organisiertes Industrieproletariat. In Deutschland und Frankreich stand die Industrialisierung noch im Anfangsstadium, während die 1848/49 weite Teile Europas erfassende Revolutionsbewegung wesentlich auf die Durchsetzung bürgerlicher Freiheitsrechte gegen Feudalreaktion und monarchische Herrschaftsregime in der Ära der Heiligen Allianz gerichtet war.
Wie die britische Wirtschaftsentwicklung der auf dem europäischen Kontinent um Jahrzehnte vorauslief, so auch die Veränderungen der Sozialstruktur und der proletarischen Existenzbedingungen. Deshalb stand auch zunächst die Entwicklung des Lebensstandards der britischen Arbeiterschaft im Zuge der Industriellen Revolution – wie bei Engels – im Mittelpunkt des Interesses der zeitgenössischen Beobachter. Unter Wirtschafts- und Sozialhistorikern ist es darüber zu einer ausgedehnten Kontroverse gekommen. Die Kontrahenten der Debatte wurden zwei „Lagern“ zugeordnet, einerseits den Pessimisten und andererseits den Optimisten, abhängig davon, ob sie während der englischen Frühindustrialisierung eine Verschlechterung oder eine Verbesserung des Lebensstandards voraussetzten.
Eine Studie von Peter H. Lindert und Jeffrey G. Williamson aus dem Jahr 1983 schätzte die Entwicklung der Reallöhne zwischen 1755 und 1851 in mehreren Berufen und kam zu dem Ergebnis, dass Löhne von 1781 bis 1819 nur leicht anstiegen, im Zeitraum 1819–1851 sich hingegen verdoppelten. Diese Sicht wurde von anderen Ökonomen teilweise in Frage gestellt. Charles Feinstein verwendete einen anderen Preisindex als Lindert und Wiliamson und meinte, dass der Anstieg der Löhne deutlich geringer gewesen sein müsse. Der Ökonom Nicholas Crafts schätzte, dass das Pro-Kopf-Einkommen in England von 400 US$ im Jahr 1760 über 430 $ im Jahr 1800 und 500 $ im Jahr 1830 auf 800 $ im Jahr 1860 anstieg. Das Einkommen der ärmsten 65 % der Bevölkerung stieg laut diesen Schätzungen von 1760 bis 1860 um über 70 %. Dies begründet in der langfristigen Perspektive eine optimistische Sicht.
Der zunächst schleppende Anstieg lässt jedoch auch pessimistische Folgerungen zu. Beispielsweise könnte sich angesichts des von Craft geschätzten niedrigen Einkommenswachstums von 0,3 % pro Jahr bis 1830 die Lage der Arbeiter bis dahin durchaus verschlechtert haben. Mokyr zeigte in einer Simulation, dass ohne den technologischen Fortschritt das Bevölkerungswachstum den Lebensstandard deutlich gesenkt hätte. Eine Schätzung, die besagt, dass die Lebenserwartung in England zwischen 1781 und 1851 um 15 % stieg, ist umstritten. Allein die USA aber konnten unter den westlichen Gesellschaften des frühen 19. Jahrhunderts, so Osterhammel, ihren Bürgern „eine energetisch mehr als minimal ausreichende“ Nahrungsmittelversorgung bieten.
Die meisten Wirtschaftshistoriker stimmen darin überein, dass die Einkommensverteilung zwischen 1790 und 1840 ungleicher wurde. „Was die Anteile am Sozialprodukt betrifft, steht fest, dass die Steigerung der Kapital- und Renteneinkommen weit über und jene der Lohneinkommen weit unter der Steigerung des durchschnittlichen Pro-Kopf-Einkommens lag.“ Berücksichtigt man die Folgen von Arbeitslosigkeit, Umweltverschmutzung und Bevölkerungsdichte, erscheint eine zeitweilige Verschlechterung des Lebensstandards plausibel. Teilweise wird argumentiert, dass eine Reihe von Kriegen (Amerikanische Revolution, Napoleonische Kriege, Britisch-Amerikanischer Krieg) die positiven Effekte dämpften.
Weitere Studien bekräftigen die Sicht einer zunächst nur geringen Anhebung des Lebensstandards. So verbreitete sich die Modernisierung in England nur langsam. Feinstein konstatierte eine nur schwache Steigerung des Konsums bis 1820, danach eine schnelle. Gregory Clark konstatiert, dass es zwischen den 1760er und 1860er Jahren keinen rapiden Anstieg der Pro-Kopf-Einkommen gegeben habe. Paulinyi resümiert: „Insgesamt scheint jedoch die Position der Pessimisten realistisch zu sein, wonach für die Mehrheit der Fabrikarbeiter, die mit ihrem Lohnniveau nicht nur über dem Agrarproletariat, sondern auch über der Masse der sogenannten ‚arbeitenden Armen‘ standen, bis in die 1840er-Jahre eine Verschlechterung der Lebensbedingungen kennzeichnend war.“ Ähnlich heißt es bei Osterhammel: „Insgesamt verbesserte sich das Leben der arbeitenden Bevölkerung in England zwischen 1780 und 1850 nicht. Danach zogen die Löhne deutlich an den Preisen vorbei, und die Lebenserwartung begann allmählich zu steigen.“

## Rezeptions- und Deutungsaspekte
Eine Vielzahl unterschiedlicher Deutungsakzente im Hinblick auf Entstehungsbedingungen, Triebkräfte sowie räumliche und zeitliche Erstreckung der Industriellen Revolution lässt erkennen, dass man in den Geschichts- und Sozialwissenschaften zu keiner einheitlichen Sicht auf dieses historische Geschehen gelangt ist.
Unter den diversen wissenschaftlichen Schulen werden etwa folgende Betrachtungs- und Forschungsschwerpunkte der Industriellen Revolution in Großbritannien unterschieden:
- die industrieökonomische Schule richtet ihr Augenmerk auf Veränderungen der Produktionsstruktur, insbesondere dem Aufkommen großer Unternehmen, wie Fabriken, Bergwerke, Eisenbahngesellschaften und großen Einzelhandelsgeschäften, in denen die Güterproduktion beaufsichtigt wurde und die unter einem Dach konzentrierten Arbeiter Disziplin und Qualitätskontrolle unterlagen.

- die makroökonomische Schule konzentriert sich auf stark aggregierte Variablen wie die Entwicklung von Nationaleinkommen, Kapitalakkumulation, Investitionen und Arbeitsmarkt.

- die Schule des sozialen Wandels betont die Veränderung der Art, wie wirtschaftliche Transaktionen zwischen Menschen stattfinden. Das Aufkommen von formalen, wettbewerbsorientierten und unpersönlichen Produkt- und Faktormärkten ist hier zentral.

- die Technologie-Schule betrachtet den technologischen Fortschritt als ursächlich für alle anderen Veränderungen und richtet den Fokus auf Erfindungen und deren Diffusion. Hierzu zählen neben Geräten und Maschinen unter anderem auch Techniken der Arbeitsorganisation und des Marketing.

Dabei zeigt sich für Osterhammel, dass die neueren Forschungskontroversen gegenüber den älteren, sozusagen klassischen Konzepten kaum grundsätzlich Neues erschlossen haben. Als kritisch zu prüfende Orientierungsgrundlagen fungieren demnach weiterhin zum Beispiel die marxistische Lesart der Industrialisierung als Übergang vom Feudalismus zum Kapitalismus durch Akkumulation und Konzentration des Kapitals, die Theorie vom zyklisch strukturierten Wachstumsprozess einer kapitalistischen Weltwirtschaft mit wechselnden Leitsektoren nach Kondratjew und Schumpeter, das Fünf-Stadien-Modell einer industriellen Transformation nach Rostow samt dem Take-off-Stadium, das als wichtigstes den Übergang zu einem „exponentiellen“ Wachstum markiert. Es bleibt die Erkenntnis:

„Fast drei Jahrhunderte der empirischen Forschung und des Nachdenkens durch eine Abfolge der besten Köpfe in den Geschichts- und Sozialwissenschaften haben zu keiner allgemeinen Theorie der Industrialisierung geführt.“

Zu den jüngeren Forschungsergebnissen, die eine veränderte Sichtweise nahelegen, zählt die Erkenntnis, dass das Wachstum der englischen Wirtschaft bis in die 1820er-Jahre langsamer verlief, als früher angenommen und als es in dem Begriff der Industriellen Revolution zum Ausdruck kommt. Dennoch habe diese Bezeichnung ihre Berechtigung, so Osterhammel:

„Selbst die größten Skeptiker, die sich bemühen, eine industrielle Revolution quantitativ unsichtbar zu machen, müssen sich der Tatsache stellen, dass es zahllose qualitative Zeugnisse von Zeitgenossen gibt, die in der Ausbreitung der Industrie und ihren gesellschaftlichen Folgen einen radikalen Umbruch, den Beginn einer «neuen Zeit» sahen.“

Für die frühere Überschätzung der frühindustriellen englischen Wachstumsraten wird die gleichzeitige Unterschätzung des durch handwerkliche Produktion und kleingewerbliche Protoindustrie erzeugten Wachstums in den Jahrzehnten vor und um die Mitte des 18. Jahrhunderts zur Erklärung herangezogen. „Da das Ausgangsniveau des Bruttosozialprodukts in den sechziger Jahren des 18. Jahrhunderts demzufolge höher war, als bisher angenommen, konnte das Wachstum nicht so rasant gewesen sein, wie es die älteren Arbeiten noch angenommen hatten. Man geht deshalb von einer graduellen Beschleunigung des Wirtschaftswachstums aus.“ Condrau allerdings zweifelt mit anderen, dass man mit Hilfe von Daten des 18. Jahrhunderts moderne volkswirtschaftliche Indikatoren überhaupt ableiten kann. Die von Berg und Hudson entwickelten qualitativen Kriterien für den Revolutionsbegriff, die sie aus den Zeugnissen Robert Owens und anderer Zeitgenossen ableiten, erscheinen wiederum auch ihm plausibel.
Ein anderes qualitatives Merkmal hat Max Weber an der Jahrhundertwende zum 20. Jahrhundert hervorgehoben, indem er die rationale Lebensführung auf der Grundlage der „Berufsidee“ als einen der konstitutiven Bestandteile „des modernen kapitalistischen Geistes“ bezeichnete:

„Der Puritaner wollte Berufsmensch sein, – wir müssen es sein. Denn indem die Askese aus den Mönchszellen heraus in das Berufsleben übertragen wurde und die innerweltliche Sittlichkeit zu beherrschen begann, half sie an ihrem Teil mit daran, jenen mächtigen Kosmos der modernen, an die technischen und ökonomischen Voraussetzungen mechanisch-maschineller Produktion gebundenen, Wirtschaftsordnung erbauen, der heute den Lebensstil aller Einzelnen, die in dies Triebwerk hineingeboren werden – nicht nur der direkt ökonomisch Erwerbstätigen –, mit überwältigendem Zwang bestimmt und vielleicht bestimmen wird, bis der letzte Zentner fossilen Brennstoffs verglüht ist.“

## Rezeption im Roman
- Elizabeth Gaskell: Mary Barton: A Tale of Manchester (1848)
- Elizabeth Gaskell: Cranford (1853)
- Elizabeth Gaskell: North and South (1855)
- Charlotte Brontë: Shirley (1849)
- Charles Dickens: Hard Times (1854)
- George Eliot: Silas Marner (1861)